# Volkswagen Tipo 1
El Volkswagen "Tipo 1" es un popular automóvil del segmento B producido por el fabricante alemán Volkswagen entre 1938 y 2003, convirtiéndose en uno de los automóviles más populares del mundo. Fue comercializado por la marca con nombres como Sedan o Fusca, habiendo adoptado posteriormente el nombre popular Escarabajo debido a su forma (también Beetle y Käfer, las traducciones del nombre en inglés y alemán, a veces usadas en algunos mercados de habla hispana). También recibió otros nombres populares, como Vocho en México, entre otros nombres. 
Es uno de los autos más famosos de todos los tiempos y un favorito por los conductores de todo el mundo, debido a su economía de mantenimiento, aunque en el apartado del consumo de combustible otros coches del mismo segmento obtenían mejor resultado.  
Técnicamente, el Volkswagen Tipo 1 es un automóvil de bajo costo. Producido por el fabricante alemán Volkswagen entre los años 1938 y 1978 en Alemania, continuando su fabricación en México hasta 2003, siendo el automóvil con más tiempo de producción en la historia. Fue el primer automóvil de la marca y se construyeron y vendieron más de veintiún millones de unidades.
Inicialmente, en 1938, a este modelo de automóvil se lo denominó KdF-Wagen (Kraft durch Freude Wagen, en alemán, «'Fuerza a través de la alegría'»). Durante la Segunda Guerra Mundial (1939-1945) Alemania produjo muy pocos ejemplares con la auténtica carrocería de este modelo. En este periodo bélico, la producción se concentró sobre todo en adaptar su estructura a los modelos militares Kübelwagen y Schwimmwagen, pero una vez terminada la guerra, se retomó en 1945 la producción en cadena del Tipo 1 a gran escala y el modelo alcanzó desde entonces gran popularidad y prestigio mundialmente. 
Es un automóvil de cuatro plazas con motor trasero y tracción trasera, disponible con carrocerías sedán y descapotable de dos puertas. El Escarabajo es un coche de culto en numerosas subculturas, como la hippie y el tuneo. En todo el mundo existen numerosos clubes de propietarios y fanes de este modelo. Durante muchos años, y hasta épocas recientes, este modelo fue utilizado como vehículo utilitario por cantidad de empresas, cuerpos de emergencia y seguridad, y se utilizó masivamente como taxi en la Ciudad de México.
En 1999, en unas votaciones realizadas en Las Vegas por especialistas internacionales para designar el Automóvil más influyente del Siglo XX, el VW Tipo 1 quedó dentro de los primeros 5 automóviles.
Además de Alemania, a nivel mundial tuvo sus principales centros de producción en Brasil, México y Sudáfrica, siendo finalizadas sus producciones en distintas épocas. La producción del llamado "Fusca" en Brasil fue dada de baja en el año 1986 en un primer momento y definitivamente en 1996. En México, la producción del Volkswagen Sedán continuó sin interrupciones hasta el año 2003, siendo su última unidad producida destinada al museo de Volkswagen en Wolfsburgo. 
A partir de 1998 la factoría mexicana de Puebla (donde se producía este coche) lanzaría el nuevo Volkswagen Beetle, (o Volkswagen New Beetle para el mercado estadounidense) presentándolo como sucesor natural del VW tipo 1. Este fue un automóvil completamente nuevo que tenía la forma conceptual del Beetle original, al que de alguna manera rinde homenaje.

## Denominación
El New York Times utilizó posiblemente el nombre de «Beetle» (Escarabajo en inglés) por primera vez en un artículo publicado el 3 de julio de 1938. En el mundo anglosajón se hicieron populares paulatinamente sus primeros apodos: «Beetle» o «Bug». En Alemania, se le puso el nombre de "Käfer" para diferenciarlo en 1961 del Volkswagen 1500 de tres volúmenes (el tipo 3).
Con el tiempo, el Volkswagen Tipo 1 recibió numerosos nombres y apodos en distintos países que luego fueron adoptados por Volkswagen en su publicidad y nomenclatura: Käfer (en alemán 'escarabajo'), Beetle en los países anglosajones, Coccinelle ('mariquita' en francés), Escarabajo en España, Argentina, Uruguay, Chile, El Salvador, Panamá, Paraguay y Perú; Congorocho (o simplemente Volkswagen) en Venezuela; también como Pichirilo en Colombia y Ecuador, Peta (tortuga) en Bolivia, Fusca en Brasil, Uruguay y Paraguay; llamado Kupla en Finlandia, Cucaracha en Guatemala y Honduras, Maggiolino en Italia, Poncho en Chile, Vocho, Volcho, Bocho o Sedán en México, Costa Rica y otros países de América Central, Garbus (jorobado) en Polonia, Bolillo o Volky en Puerto Rico, Cepillo en República Dominicana, Brouk en República Checa, Kaplumbağa en Turquía, Жук (Zhuk) (Bicho) en Rusia, Bogár en Hungría, y Kever en Holanda. Todos estos nombres tienen significados similares.

## Desarrollo

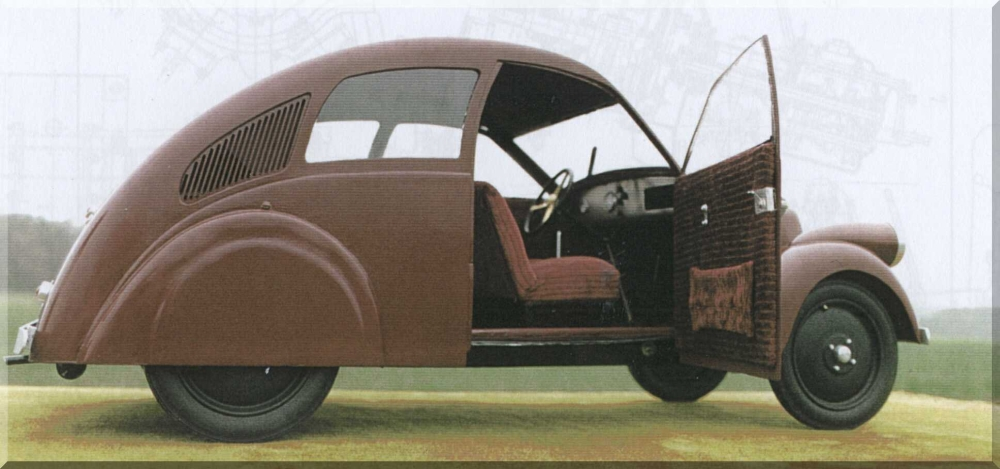
Porsche Tipo 12.

Los orígenes del Volkswagen Tipo 1 se remontan hacia 1925 cuando Béla Barényi envió sus planos a Maschinenbauanstalt Wien, en los que se mostraba su diseño básico. Hacia 1931, se presentó el Porsche tipo 12, un prototipo que Ferdinand Porsche desarrolló para Zündapp, del que posteriormente se tomarían muchos elementos de diseño. En esa misma época, el régimen nacionalsocialista de Alemania comenzaba a encaminar sus esfuerzos para la producción de un automóvil que fuera asequible para la gran mayoría del pueblo alemán.

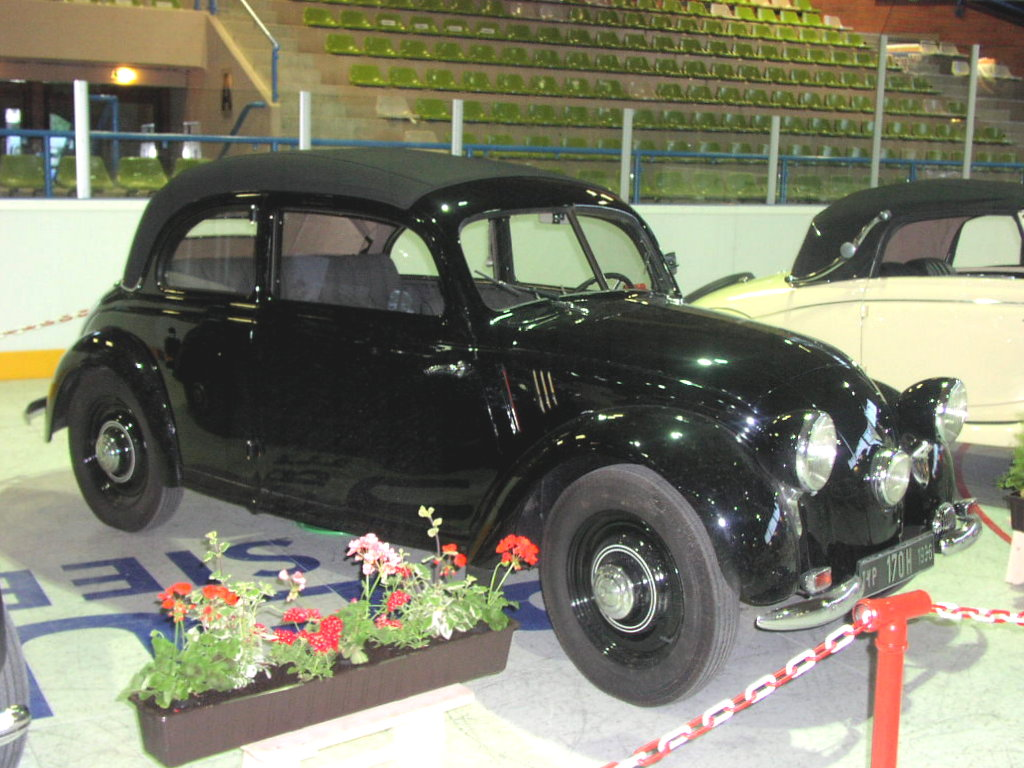
Mercedes-Benz W28 170H

Adolf Hitler, por entonces canciller de Alemania, y quién fue uno de los inspiradores del diseño, ideó una red de autopistas diseñadas para unir a todo el país por carretera rápidamente (después el sistema se extendería hasta Suiza y Austria). En principio se pensó que la velocidad máxima debía ser de 160 km/h, aunque finalmente se optó porque fuera ilimitada. Esta red, que se llamaría Autobahn, estaría compuesta por calzadas de tres carriles por cada sentido, con una anchura mínima de unos 2,5 metros cada carril; 6 dm de cemento bajo la capa de asfalto; curvas bien peraltadas y barreras de seguridad a ambos lados de la calzada. Pero se encontró con el inconveniente de que la mayoría de la población alemana carecía de automóvil. El nombre que se adoptaría en principio para el modelo sería KdF-Wagen, que significa algo así como "A la fuerza por la alegría", o Fuerza por medio de la alegría.

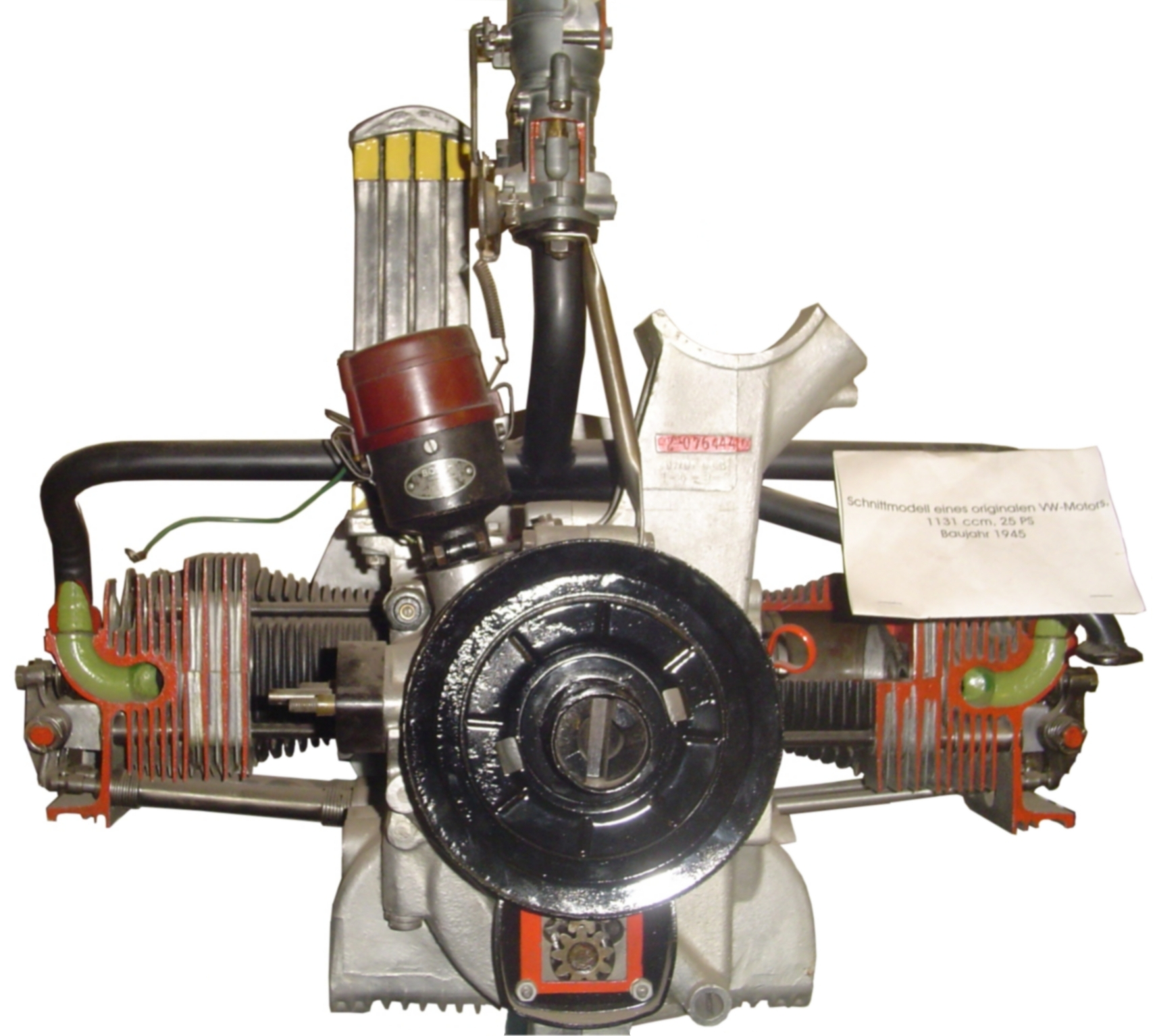
Motor de Volkswagen mostrando la disposición de los cilindros; se ha quitado una tapa de enfriamiento.

En 1933 Hitler se entrevistó con Ferdinand Porsche que había sido ingeniero jefe de Daimler-Benz entre 1923 y 1928 para discutir sobre el desarrollo de un «Volkswagen» Vehículo popular o mejor dicho un Automóvil para el pueblo (al alcance de la economía popular), un vehículo básico que debería ser capaz de transportar a dos adultos y tres niños a una velocidad máxima de 100 km/h (62 mph), y que debiese costar no más de 990 Reichsmarks. El propio Hitler le pidió que se fijase en la naturaleza para conseguir una línea bella y aerodinámica. Debería tener, además, buenas cualidades para aguantar el peor trato imaginable; y ser de sencillo mantenimiento.
Ferdinand Porsche había formulado los parámetros originales para un Volkswagen o coche popular muchos años antes de recibir el encargo, tomando como base la experiencia centroeuropea de la época. Si el Rumpler Tropfenwagen había materializado en los años 20 la viabilidad de un vehículo con el motor y la caja de cambios formando un transeje para lo que era imprescindible contar con una suspensión independiente trasera mediante ejes oscilantes, sería la experiencia del ingeniero austriaco judío Josef Ganz y su Standard Superior los que adaptarían el concepto de la refrigeración por aire al coche económico en los duros años 30.

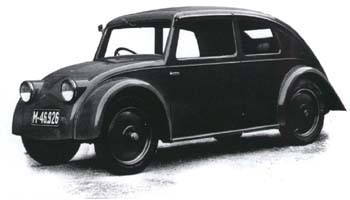
Prototipo del Tatra V570 (1933)

Erwin Komenda, jefe de diseño de Porsche, fue el responsable del diseño y estilo del automóvil. Se tomaron asimismo influencias tanto del Tatra V570 (que influyó en el Porsche 12) como del Tatra T97, un desarrollo checoeslovaco presentado en la segunda mitad de los años 30 y de los Mercedes-Benz Heckmotor presentados tras la marcha de Ferdinand Porsche de Daimler-Benz donde había sido ingeniero jefe en la década de los años 20.

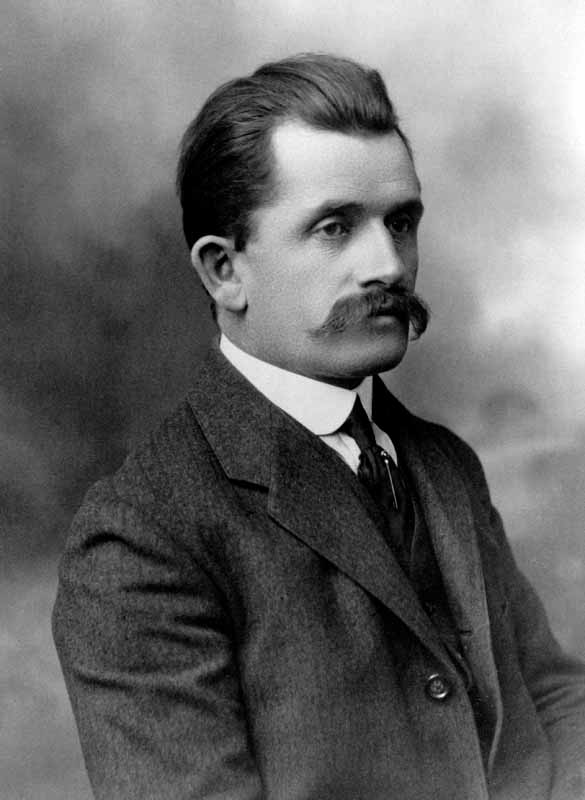
Ferdinand Porsche

El chasis y el motor del Tipo 1 fueron utilizados en un gran número de vehículos militares incluyendo el Kübelwagen –que después fue adaptado al Volkswagen Tipo 181 (conocido como «Thing» en Estados Unidos y «Safari» en América Latina)– y el vehículo anfibio Schwimmwagen construido en menor número.
Después de esto el Volkswagen siguió siendo remodelado a través de los años. Algunos de los nuevos modelos conservaron muchas de las características de sus antecesores, tales como el Tipo 1.

## El «KdF-Wagen»

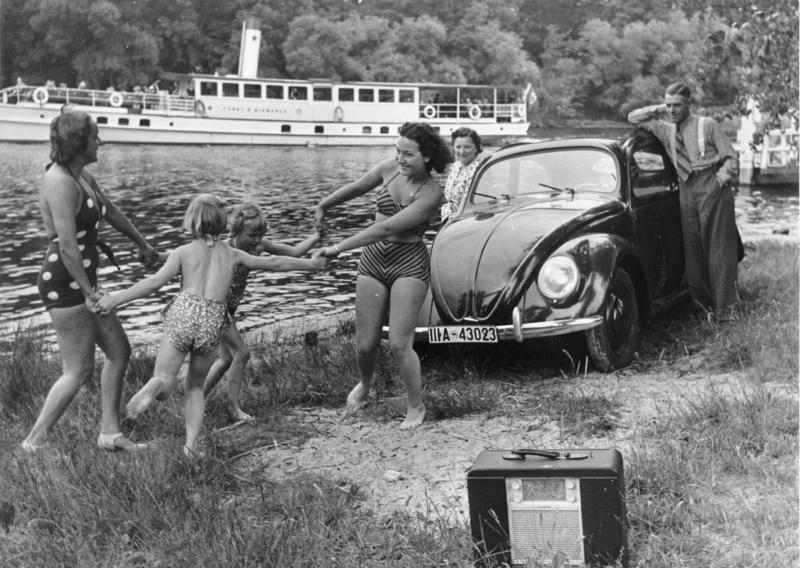
Propaganda KdF alrededor de 1940

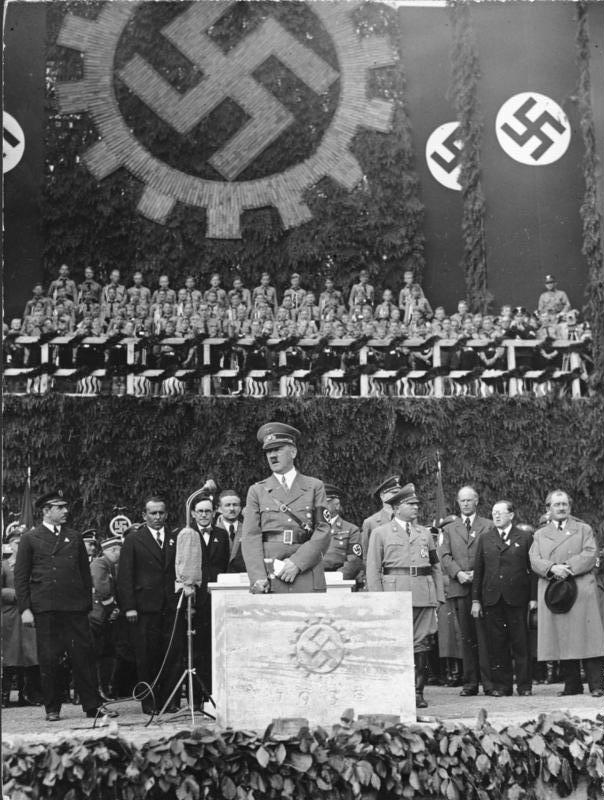
Adolf Hitler en la ceremonia de inauguración de la planta de Volkswagen en Wolfsburgo (entonces KDF-Stadt)

Hubo unos 38 prototipos hasta la terminación del proyecto –un V1, un V2, tres VW3, treinta y tres VW30 y VW38 construidos en madera–. El número no es exacto. Sin embargo, debido al hecho de que algunos Versuch (V1 y V2) se utilizaron en la construcción del VW3, e igualmente algunos (si no todos) los VW3 se convirtieron en VW30. El prototipo Porsche Tipo 32 (desarrollado por NSU) se halla en el museo de Volkswagen. Sin embargo, el V3 y los prototipos VW 30, más recientes, son réplicas, ya que ninguno de ellos sobrevivió a la guerra.
Prototipos del Kdf-Wagen aparecieron hacia 1935 con la pre-serie VW38, siendo producidos por Daimler-Benz en Stuttgart, Alemania. El automóvil tenía ya su distintivo perfil curvo y su motor de 4 cilindros Bóxer enfriado por aire, montado en la parte trasera. Sin embargo la fábrica solo produciría un puñado de vehículos para cuando la guerra estalló en 1939. Consecuentemente, el primer lote producido poseía un chasis de tipo militar parecido al del todoterreno Kübelwagen Tipo 82 (aproximadamente 52 000 construidos) y el anfibio Schwimmwagen Tipo 166 (aproximadamente 14 000 construidos).
El automóvil fue diseñado funcional y mecánicamente para que fuera lo más simple posible, así que no podían cometerse grandes errores; los motores enfriados por aire de 985 cc y 25 Hp (19 kW) probaron ser especialmente efectivos durante las acciones del Afrika Korps en el Norte de África, bajo el calor del desierto. Esto era debido a la configuración de su enfriamiento de aceite y al rendimiento superior del motor 4 cilindros Bóxer. También constituyó una importante mejora la novedosa suspensión cuyo diseño se basaba en una Barra de torsión, en lugar de la típica suspensión a base de ballestas o de muelles.
Se construyó un número reducido de «VW 38» para uso civil (inicialmente para la élite Nazi) en los años 1940-1945, posiblemente debido a la escasez de gasolina durante la guerra. Algunos pudieron ser abastecidos con derivados de la pirólisis de madera. Adicionalmente a los vehículos militares ya mencionados se fabricó otro denominado Kommandeurwagen, que ya poseía todo el aspecto del Tipo 1 actual, montado sobre el chasis 4WD del Kübelwagen (siendo estos un total de 669 unidades). Los Kommandeurwagen fueron fabricados hasta 1945, cuando la producción fue totalmente detenida debido al grave daño que los aliados habían causado en la planta industrial, que había sido severamente bombardeada. Muchos de los equipos esenciales para la producción fueron trasladados a búnkers subterráneos para resguardarlos y permitir reiniciar la producción una vez que las hostilidades hubiesen cesado.
Las unidades puestas en circulación antes del final de la Segunda Guerra Mundial, se reconocen porque sus matrículas comienzan con las letras IIIA. Estas letras son, de hecho, el prefijo para todos los automóviles matriculados en la región de Stuttgart entre 1906 y 1945.

## Características técnicas

Ilustración de los sistemas de refrigeración de aire y escape del motor.

A pesar de mantener el mismo aspecto durante años (aparentemente, en el Volkswagen Tipo 1 entre 1954 y 1969 solo se había modificado el capó trasero), en este período se realizaron más de 2500 cambios en el motor y en otras partes del coche.
El Escarabajo tenía motor y tracción traseros, esta disposición mecánica es muy compacta, liberando espacio para los pasajeros y el equipaje, pero presenta algunos desafíos técnicos.
Por un lado la situación trasera del motor implica que este necesariamente debe estar muy próximo a las ruedas, pues de lo contrario restaría espacio para las plazas traseras (caso de emplear un motor central-trasero por delante del eje) o sería perjudicial para la estabilidad (caso de emplear un motor trasero por detrás del eje). Por otra parte, la situación del motor encarece la refrigeración, puesto que el radiador debe estar situado de modo que el aire exterior impacte en él lo que implica utilizar un sistema más o menos complejo de canalizaciones de aire y bombeo de agua.
Las soluciones utilizadas en el escarabajo, aprovecharon sin duda la experiencia en vehículos con motor trasero de preguerra, desde los Rumpler Tropfenwagen hasta los Standard Superior, pero las conjugaron de modo único creando un grupo motopropulsor mítico por su robustez y sobriedad.
Para favorecer el volumen interior del coche, el motor se situaba por detrás del tren trasero. Sin embargo, para no comprometer la estabilidad, la caja de cambios, el diferencial y el propio motor formaban un transeje construido íntegramente en aleación ligera y muy compacto, favorecido por la disposición del motor boxer de cuatro cilindros opuestos, que lo hacían bajo y corto reduciendo así el momento polar de inercia. Gracias a esta disposición boxer-longitudinal trasera del motor, se conseguía un comportamiento similar al de los motores traseros situados por delante del eje sin comprometer el volumen del asiento trasero. 
Este transeje compacto era en cualquier caso tan pesado respecto de la masa total del coche, que no podía formar parte del eje trasero al estilo de los puentes con caja de cambio integrada de los enormes Hispano-Suiza, pues haría ingobernable el vehículo por la relación entre la masa suspendida y la masa no suspendida. Por ello el Escarabajo llevaba el transeje fijado sólidamente a la carrocería y empleaba una suspensión independiente para permitir el movimiento de las ruedas. Esta solución empleada y patentada por primera vez en el Rumpler Tropfenwagen, se basaba en el uso de una suspensión por ejes oscilantes en la que los semiejes oscilaban cubiertos por "trompetas" respecto del diferencial mediante una junta cardánica, pero estaban fijados rígidamente a la rueda.
Para refrigeración se utilizó un sistema por aire que evitaba los problemas de la refrigeración por agua en los motores traseros. A diferencia de los sistemas empleados en microcoches hasta la fecha, utilizaba aire forzado mediante ventilador, posible gracias a emplear bancadas de solo dos cilindros, lo que permitía que el aire refrigerara correctamente los cilindros traseros. Adicionalmente un enfriador del aceite del motor (ubicado en la cubierta del ventilador del motor) garantizaba la correcta temperatura de funcionamiento y la larga vida del motor, optimizado por un termostato que evitaba la puesta en marcha del enfriador de aceite con el motor frío. Los modelos posteriores de carburador ofrecieron regulador del aire de admisión ("estrangulador") automático. 
El aire de admisión del motor pasaba a través de un filtro metálico, mientras que las partículas más pesadas se filtraban mediante un baño de aceite. Después de 1960, la dirección incluía un amortiguador hidráulico para absorber irregularidades.
La carrocería tenía dos puertas, con un parabrisas frontal plano. Contaba con capacidad para cuatro pasajeros y el equipaje se podía guardar tanto en el capó delantero como detrás de los asientos posteriores. Ofrecía un coeficiente aerodinámico de 0.41; a este relativo buen CX, contribuía el racional diseño de la parte trasera del coche. La carrocería se fijaba a un chasis casi plano (que incluía un túnel estructural central) mediante dieciocho tornillos. En las suspensiones delantera y trasera destacaba el uso de barras de torsión, junto con barra estabilizadora delantera - con un sistema de suspensión independiente en las cuatro ruedas. Ciertas características iniciales fueron posteriormente revisados, incluyendo frenos mecánicos de tambor, la ventana trasera dividida, los indicadores de cambio de dirección y la caja de cambios no sincronizada. Otras características, como su forma general distintiva, se mantuvieron prácticamente inalterados a lo largo de todo su período de producción.
Indicativo del diseño utilitario del coche, el interior contaba con superficies metálicas pintadas, un poco de metal cromado en la espartana consola de instrumentos circular (de un solo reloj), asientos delanteros ajustables, asiento trasero abatible, lunas traseras batientes de apertura opcional, rejillas de ventilación pivotantes, y calefacción a través de colectores de intercambio aire-aire independientes del calor del motor.
Disponía de un curioso sistema de proyección del agua de limpieza del parabrisas, ideado para evitar la complejidad y el costo de utilizar una bomba eléctrica adicional. La presión necesaria para bombear el agua procedía de la rueda de repuesto del coche (situada en el maletero delantero), que se debía inflar con una sobrepresión determinada.
A lo largo de su producción, VW comercializó el Tipo 1 con una transmisión manual de cuatro velocidades. A partir de 1961 (y casi exclusivamente en Europa), se ofreció una versión opcional con transmisión semiautomática "Saxomat": una transmisión manual de 4 velocidades regulares acoplado a un embrague electromagnético, con un embrague centrífugo para el ralentí. Posteriormente (a partir de 1967 en Europa y 1968 en los Estados Unidos), VW ofreció una transmisión semiautomática opcional (denominada "AutoStick"), que era un sistema manual de 3 velocidades acopladas a un embrague electro-neumático y a un convertidor de par.
A partir de 1964, las carrocerías tuvieron varias modificaciones, se agrandó el tamaño de las ventanas laterales y del parabrisas delantero.
Los 65 años que duró su producción, el sedán tuvo varias motorizaciones diferentes. Éstas fueron: 800 cc, 900 cc, 1100 cc, 1200 cc, 1300 cc, 1302 cc, 1303 cc, 1500 cc, 1600 cc de carburador y encendido con platinos, 1600 cc de carburador y encendido electrónico, 1600 cc con carburador y encendido electrónico y con convertidor catalítico, 1600 cc de inyección electrónica con generador y convertidor catalítico y, finalmente, 1600 cc de inyección electrónica con alternador y convertidor catalítico.
Mientras que el aspecto general del Escarabajo prácticamente no cambió a lo largo de su vida útil, recibió más de 78 000 cambios sucesivos durante su producción.

## Modelos derivados del diseño inicial

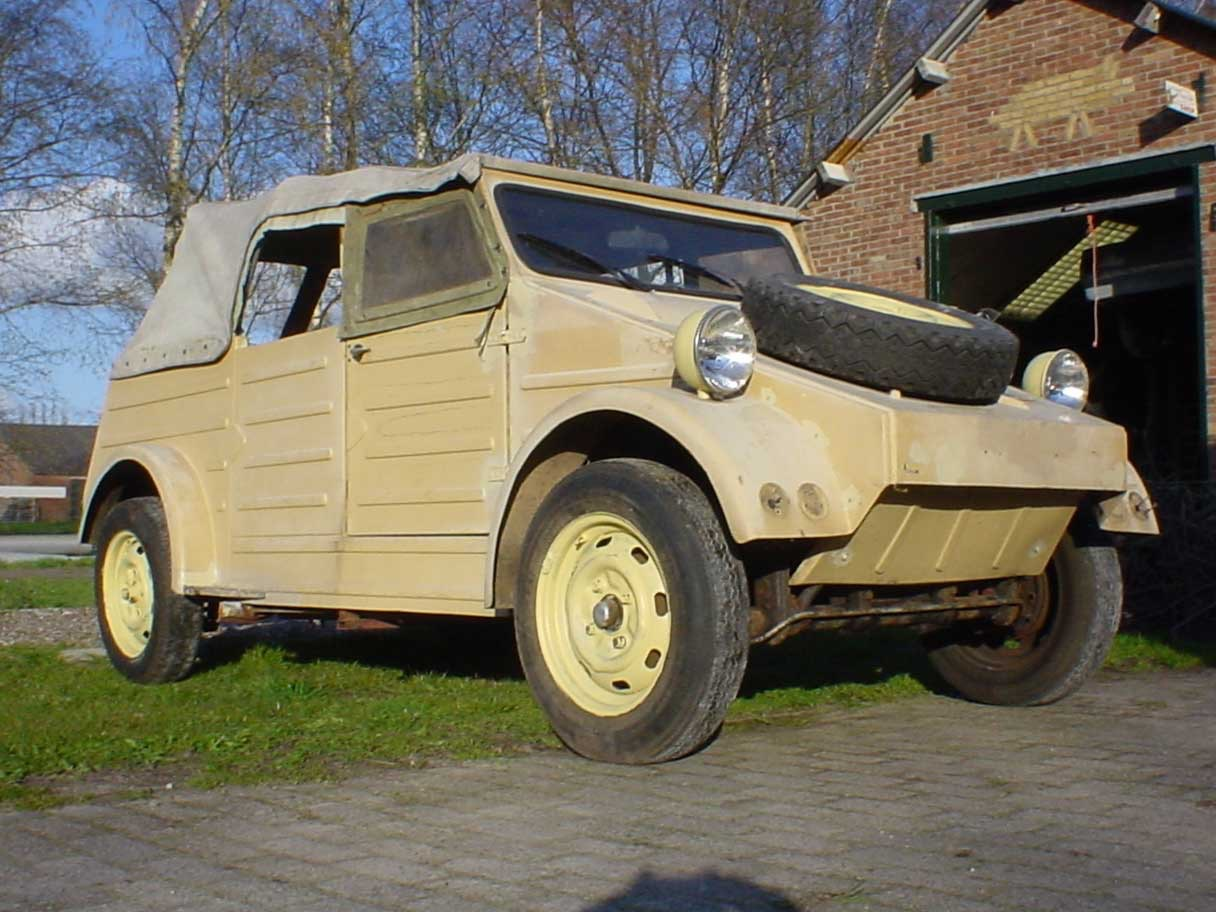
Volkswagen Kübelwagen, modelo militar basado en el KDF, predecesor del Volkswagen Safari

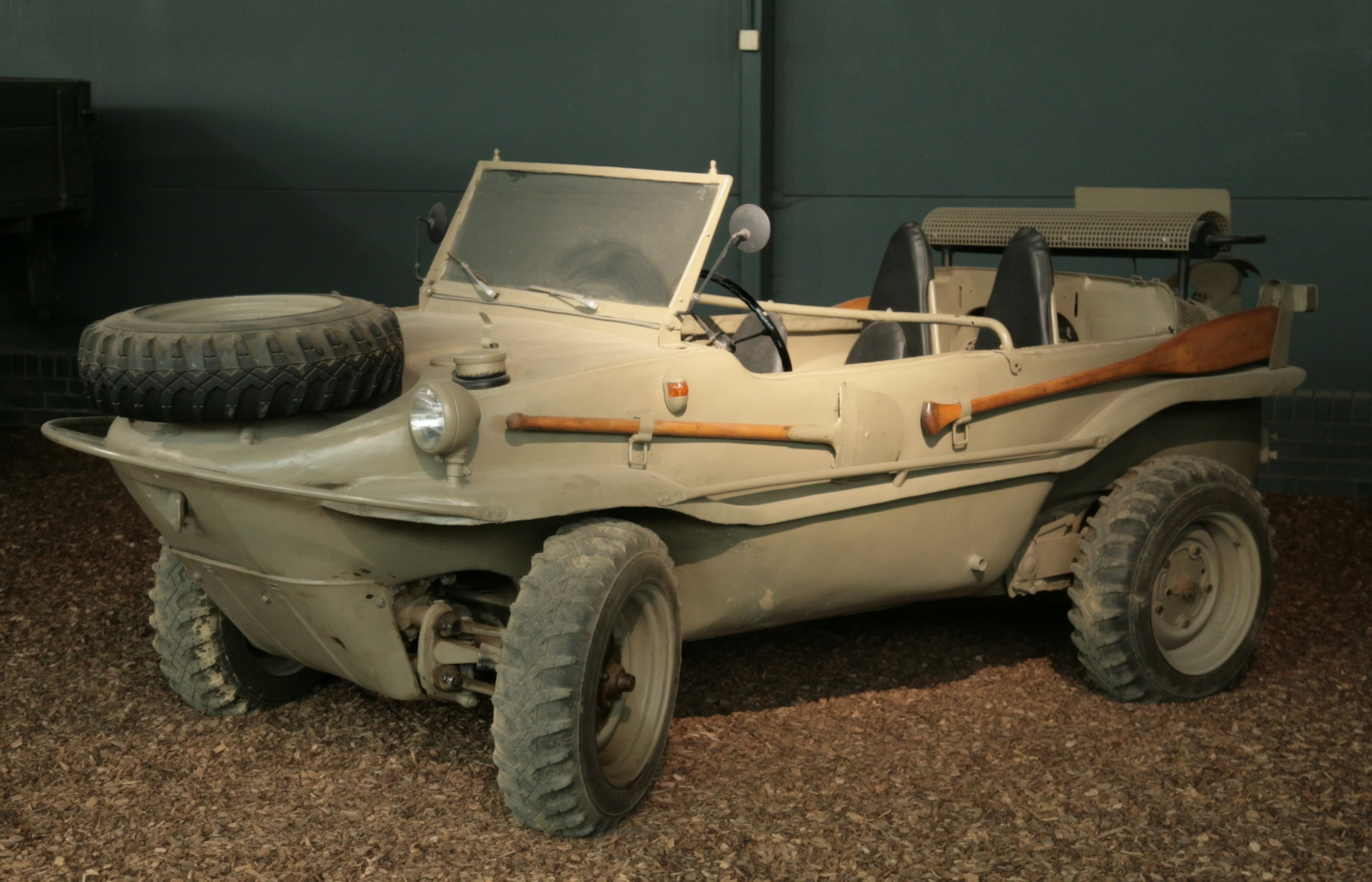
Schwimmwagen en el museo de la RAF.

El modelo militar basado en el KDF con mayor producción fue el Kübelwagen, del que se fabricaron más de 50 000 unidades durante la Segunda Guerra Mundial. Fruto del ingenio de Ferdinand Porsche, se trataba de un todoterreno ligero, que al contrario que el Jeep estadounidense, no disponía de cuatro ruedas motrices. Tanto el motor como la tracción eran traseros, lo que no perjudicaba demasiado su comportamiento en "campo traviesa", debido tanto a su considerable altura sobre el suelo, como a su reducido peso. A su vez, mostró unas aceptables cualidades ruteras cuando en los primeros episodios de la guerra relámpago (campañas de Polonia y de Francia), la Wehrmacht aprovechó las redes de carreteras existentes para recorrer grandes distancias en muy poco tiempo. En su construcción se intentó primar su simplicidad y robustez mecánica. Partiendo del motor Bóxer de cuatro cilindros refrigerado por aire del KDF (que mostraría su idoneidad tanto en el caluroso clima del Norte de África como en el frío extremo de Rusia; de hecho, uno de los argumentos a su favor era que "el aire ni se congela ni hierve") y de un chasis reforzado, el diseño de la carrocería brillaba por su sencillez: chapas planas con bandas de refuerzo estampadas, parabrisas abatible y capota de lona. El mariscal Erwin Rommel fue uno de los primeros mandos alemanes en reconocer la valía de este pequeño vehículo, y supo obtener un máximo aprovechamiento de sus cualidades en la guerra del desierto.
Pero el menos conocido y más extremo de estos modelos era el Schwimmwagen, que consistía en una variante del Kübelwagen anfibia con una hélice abatible enlazada directamente al cigüeñal del motor y que permanecía conectada meramente por la fuerza de la hélice contra el agua. Esto era una gran ventaja en aguas poco profundas, ya que en caso de golpearse con una roca o con el fondo, la hélice se desacoplaba pasando por encima del obstáculo y volvía a caer en su lugar simplemente por su peso. En caso de circular en tierra, la única precaución era desabatir la hélice para no arrastrarla. Fue un vehículo muy escaso en su producción debido a los constantes bombardeos sobre la fábrica y a la falta de recursos, pero incluso así, los expertos concuerdan en que fue el anfibio más simple y fiable de la Segunda Guerra Mundial.

## Conflictos de la posguerra
Mucho del diseño del Tipo 1 se parece al Tatra de Hans Ledwinka, en particular del modelo T97, que poseía las mismas características del Tipo 1, el mismo tipo de motor, el perfil y el tipo de refrigeración. Tatra presentó una demanda legal, pero ésta se detuvo cuando Alemania invadió Checoeslovaquia. El caso fue reabierto después de la Guerra y en 1961 Volkswagen pagó a Tatra 3 000 000 de marcos alemanes en compensación, lo que penalizó el desarrollo del Tipo 1 a lo largo de la década siguiente. Roy Fedden, más conocido por sus trabajos en motores con distribución por válvula de camisa corredera, solicitó en septiembre de 1943 una patente para un vehículo idéntico en aspecto y disposición al VW Käfer. La obtuvo en julio de 1945 (Pat GB570814).

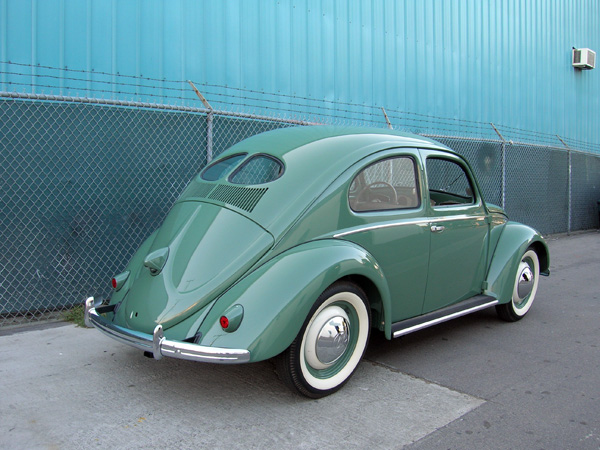
1949 Tipo 1 ventana dividida (1949).

La compañía Volkswagen debe en gran parte su existencia en la posguerra al oficial británico Mayor Ivan Hirst (1916-2000). Después de la guerra, el equipo y tecnología de la fábrica fueron ofrecidos a los fabricantes automotrices de Inglaterra. Sin embargo (y de manera curiosa) estos rechazaron la idea por considerar que el vehículo era «inferior técnica y visualmente», lo que le haría inviable económicamente, Roy Fedden solicitó en 1943 una patente: GB570814, para un vehículo igual al VW. Pero los militares británicos pensaban de manera contraria, ya que después de la exhibición -a sus altos mandos- de uno de los pocos VW que quedaban, las cualidades técnicas y la superioridad del Volkswagen habían sido evidentes. Se encomendó entonces a Hirst el control de la planta (capturada inicialmente por los estadounidenses) con el encargo de iniciar la construcción de 20 000 vehículos.
Debido a que la planta había sido severamente dañada durante los bombardeos, la primera tarea de Hirst fue la de quitar las bombas sin detonar, puesto que tras perforar el techo, algunas habían quedado alojadas entre las líneas de producción, causando un gran daño de haber estallado. Después mandó reconstruir los edificios, reinstaló máquinas, prensas y las líneas de montaje. Tras lograr poner la planta en operación, formó un equipo de ventas y una red de servicio. En 1946 la planta producía 1000 autos al mes, y el automóvil y su ciudad cambiaron sus nombres a Volkswagen ("automóvil del pueblo") y Wolfsburg, respectivamente. Los primeros 1785 escarabajos comerciales fueron fabricados en 1945, y exportaron sus primeras unidades a Holanda en 1947.

## Cabriolet

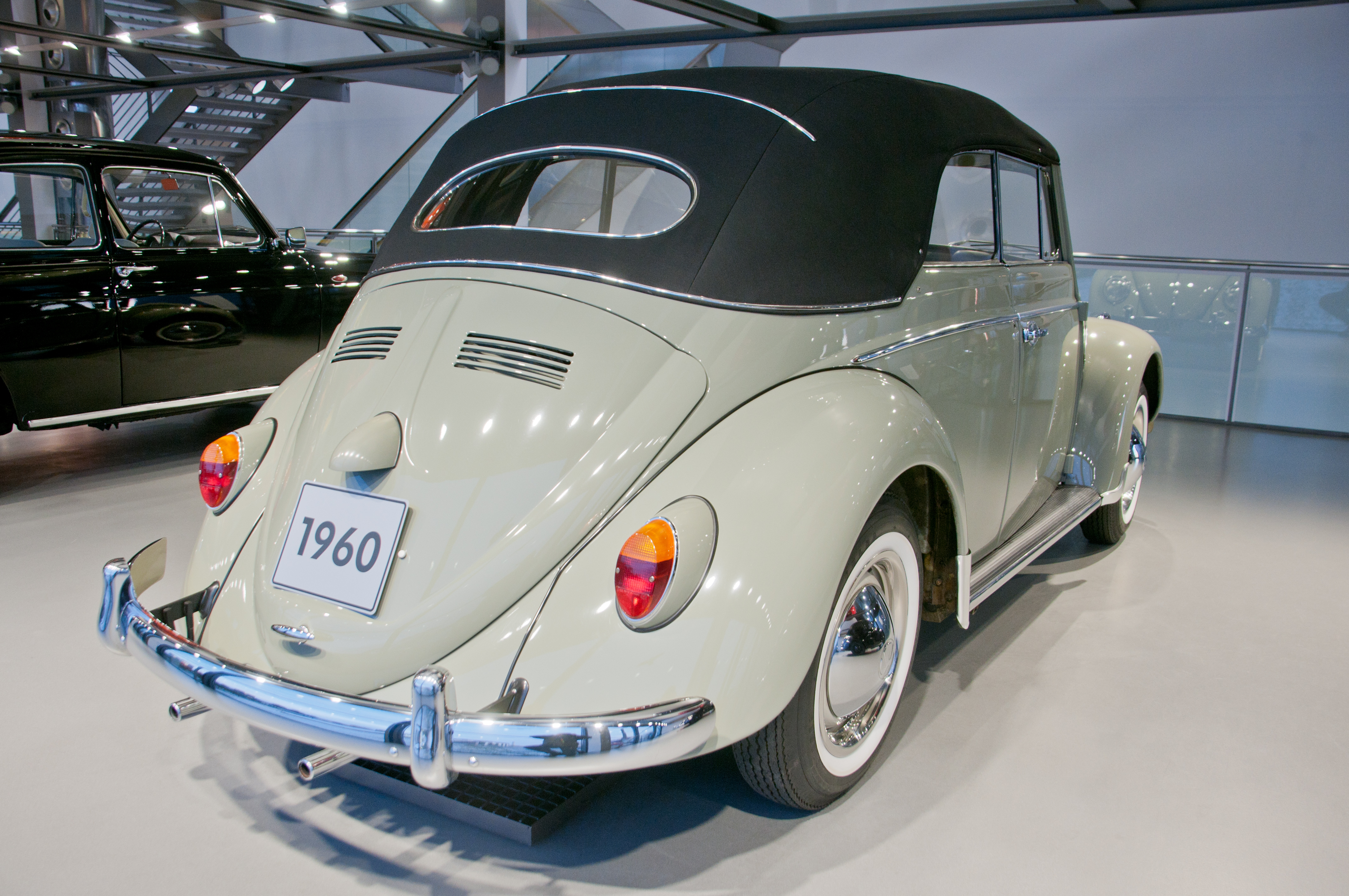
Volkswagen Cabriolet (1960)

El primer modelo descapotable se lanzó en 1949, un biplaza Hebmüller-Cabriolet que fue producido hasta la quiebra del fabricante o, según otras fuentes, la destrucción de la planta por un incendio en 1953. Hebmüller fabricó a partir de marzo de 1949 un total de 696 ejemplares, Hoy en día son sumamente codiciados.
El Escarabajo Cabriolet 4 plazas (Tipo 15) comenzó su producción en 1949 por Karmann en Osnabrück. Fue en 1948 cuando Wilhelm Karmann compró un sedán escarabajo de Volkswagen y lo convirtió en un convertible de cuatro plazas. Después de presentarlo con éxito a Volkswagen en Wolfsburg, la producción comenzó en 1949.
Después de una serie de alteraciones estilísticas y técnicas hechas al cabriolet Karmann, (correspondientes a los muchos cambios que se hicieron en el Volkswagen Escarabajo a lo largo de su historia), el último de 331 847 descapotables salió de la línea de ensamblaje el 10 de enero de 1980.

## Otros modelos derivados del Tipo 1

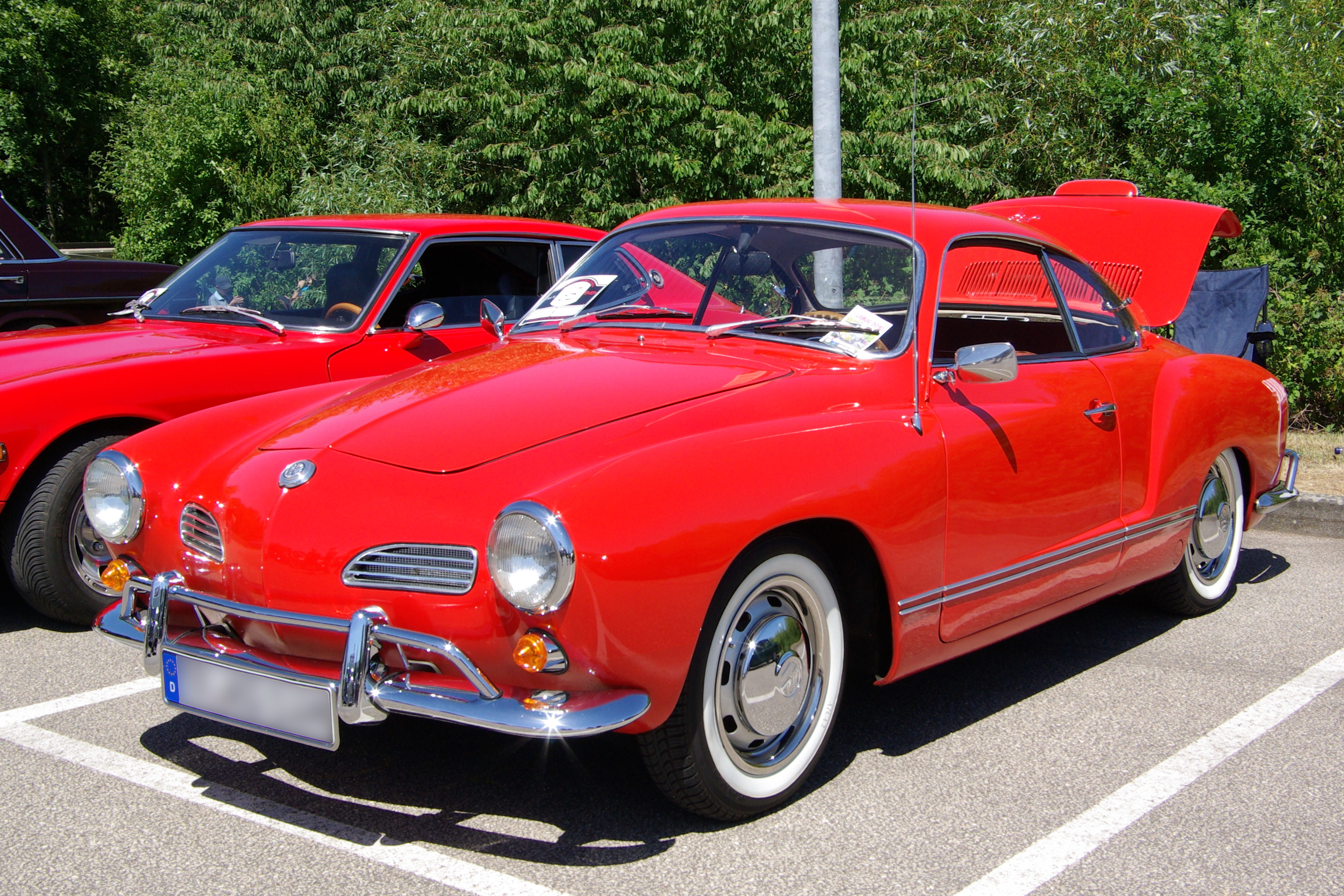
Volkswagen Karmann Ghia Cupé

El Volkswagen Tipo 1, poco después de la puesta en marcha efectiva de su producción, generó algunas curiosas variantes, tales como camionetas y furgonetas con necesidades de carga liviana y de poco volumen. Estas conversiones reciben el nombre genérico de Vochonetas en México.
Durante los primeros años posteriores a la Segunda Guerra Mundial, pequeñas fábricas utilizaron como base el diseño original de Volkswagen para desarrollar sus propias creaciones, como el famoso carrocero italiano Ghia, siendo en su mayoría descapotables deportivos biplaza, como el Volkswagen Karmann Ghia, que pese a montar el modesto motor del Escarabajo, gracias a su depurada línea podía considerarse a todos los efectos un deportivo. Fue un éxito de ventas considerable entre los años 1955 y 1974, especialmente en los Estados Unidos.
Sin embargo, a través de los ajustes realizados por empresas independientes desde entonces, el coche se convirtió en modelos más lujosos, como los roadsters (el famoso Hebmüller), e incluso automóviles cupé Stoll.

## Cambio semiautomático

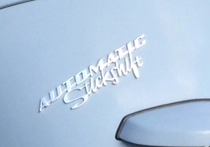
Rotulo trasero de un VW Semiautomático

En 1968 se lanzó una edición limitada de 256 unidades Semiautomáticas que se distribuyeron por todo el mundo. Esta edición limitada tenía la particularidad de que en la parte trasera del motor aparece el rótulo "AUTOMATIC-Stickshift". Ninguna de estas unidades se quedó en la fábrica de Alemania, se vendieron todas.

## En la cultura popular
Como sus contemporáneos Mini, Fiat 500 (también llamado Topolino) y Citroën 2CV, el Volkswagen Tipo 1 ha sido considerado una especie de automóvil "de culto" desde su asociación con el movimiento hippie de los años 1960, sobre todo el Volkswagen Combi. Muchos de estos automóviles eran pintados "psicodélicamente".
- - El Volkswagen Tipo 1 ha aparecido en infinidad de películas de todo el mundo. Stanley Kubrick utilizó uno en su película El Resplandor. También, Kevin Bacon lo utilizaba como su coche personal en la película Footloose, donde interpretaba a un adolescente rebelde.

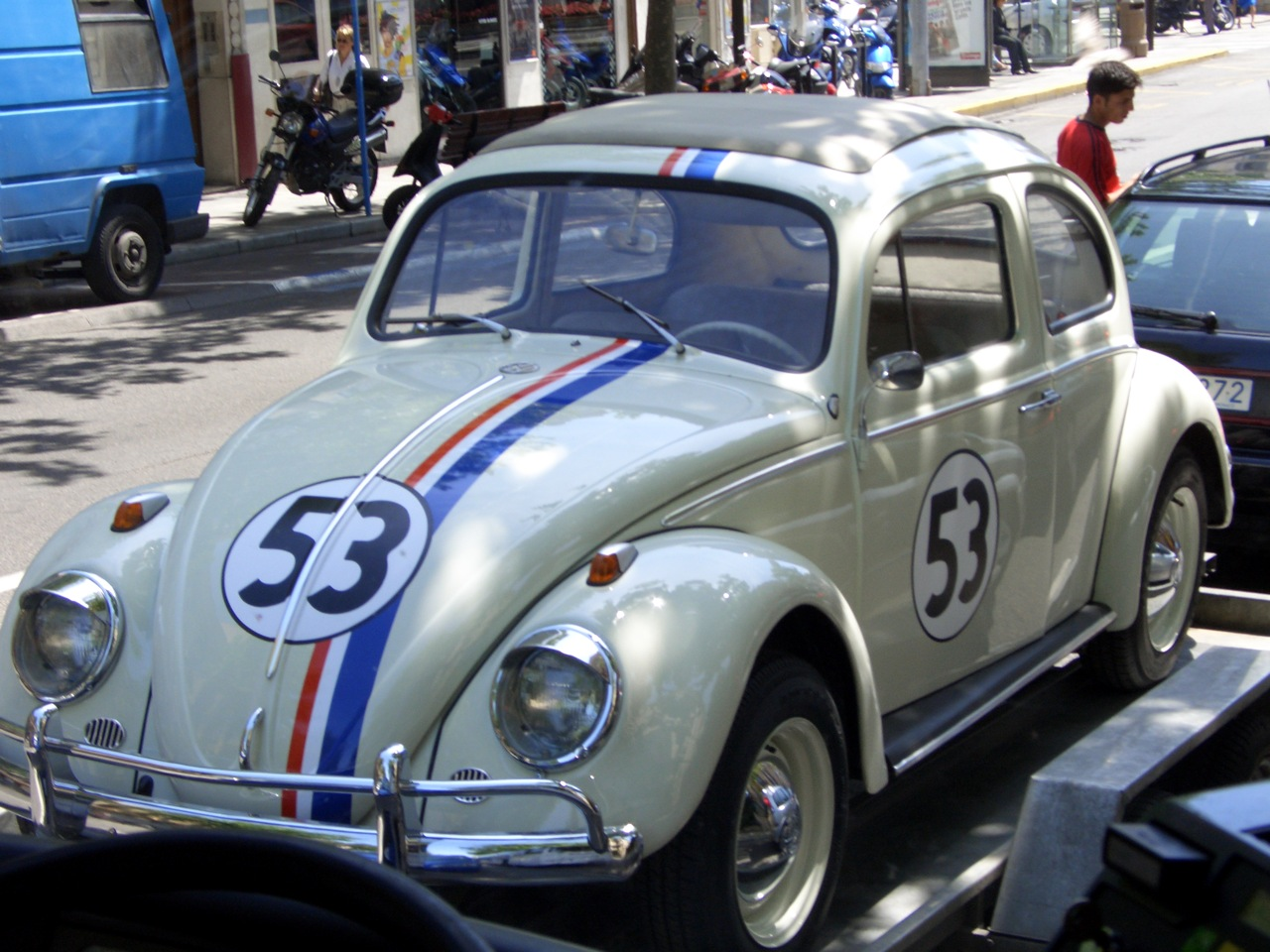
El Sedán se convierte en estrella de cine. Disney usó el Volkswagen Escarabajo para su serie Herbie.

- El Sedán se convierte en estrella de cine. Disney usó el Volkswagen Escarabajo para su serie Herbie.Entre 1968 y 2005, un modelo del año 1963 de color blanco perla y con el número 53 y bandas azul, rojo y blanco, de nombre Herbie, protagonizó un papel estelar en la serie de películas de Disney llamadas "Cupido Motorizado".

- Un "Wunderkäfer" llamado DuDu apareció en una serie de películas para niños en Alemania.
- En la serie animada transmitida entre 1984 y 1987 llamada Transformers G1 y en la película animada de 1986, es usado un Volkswagen Beetle de color amarillo como el modo alterno del Autobot Bumblebee, y más tarde este modelo es reutilizado en la película spin-off de Transformers, Bumblebee.

- En la serie animada Astuto Wheelie el protagonista es precisamente un Volkswagen Tipo 1 de color rojo antropomórfico con vida propia.
- Varios videojuegos lo han incluido, mencionando Beetle Crazy Cup de la desarrolladora Europea Infogrames (Atari) donde este mismo y algunas de sus variantes son los protagonistas.

- En la famosa carátula del disco Abbey Road de The Beatles, en dicha avenida y donde el cuarteto es captado por la foto, aparece un Volkswagen Escarabajo blanco, mismo que se encuentra en el Museo VW de Wolfsburg.

- En música, el Tipo 1 también ha servido de inspiración al cantautor guatemalteco, Ricardo Arjona, con su éxito titulado "Historia de taxi", que fue escrita y compuesta por el mismo cantautor, posteriormente publicado en su álbum discográfico titulado Historias de 1994. En 2007, su álbum Quien dijo ayer, contiene una versión de "Historia de taxi" a dúo con el cantante y actor estadounidense de origen puertorriqueño Marc Anthony. El videoclip de esta canción muestra al taxista interpretado por el mismo Ricardo Arjona y su taxi, un Volkswagen Escarabajo blanco.
- Gran vídeoclip es el titulado Chilanga Banda del icónico grupo mexicano de rock Café Tacvba, donde expresa la vida del México profundo del que se es testigo desde el interior de otro taxi, un Vocho de la Ciudad de México.
- Otro videoclip en el cual aparece este modelo de auto, es en el de la canción Necesito una Mujer, del grupo de Rock Alternativo El Cuarteto de Nos. En algunas tomas del videoclip, se ve al vocalista de la banda, Roberto Musso, conduciendo el icónicos vehículo por las calles montevideanas.

- Durante una conversación con el periódico chileno La Cuarta, el expresidente uruguayo Pepe Mujica dio a conocer que utilizaba como Auto Presidencial un Volkswagen Fusca (un Tipo 1 hecho en Brasil) modelo 1986 de color celeste para desplazarse a sus actividades habituales, es hasta el día de hoy su vehículo personal y uno de los símbolos que lo representan.[22]

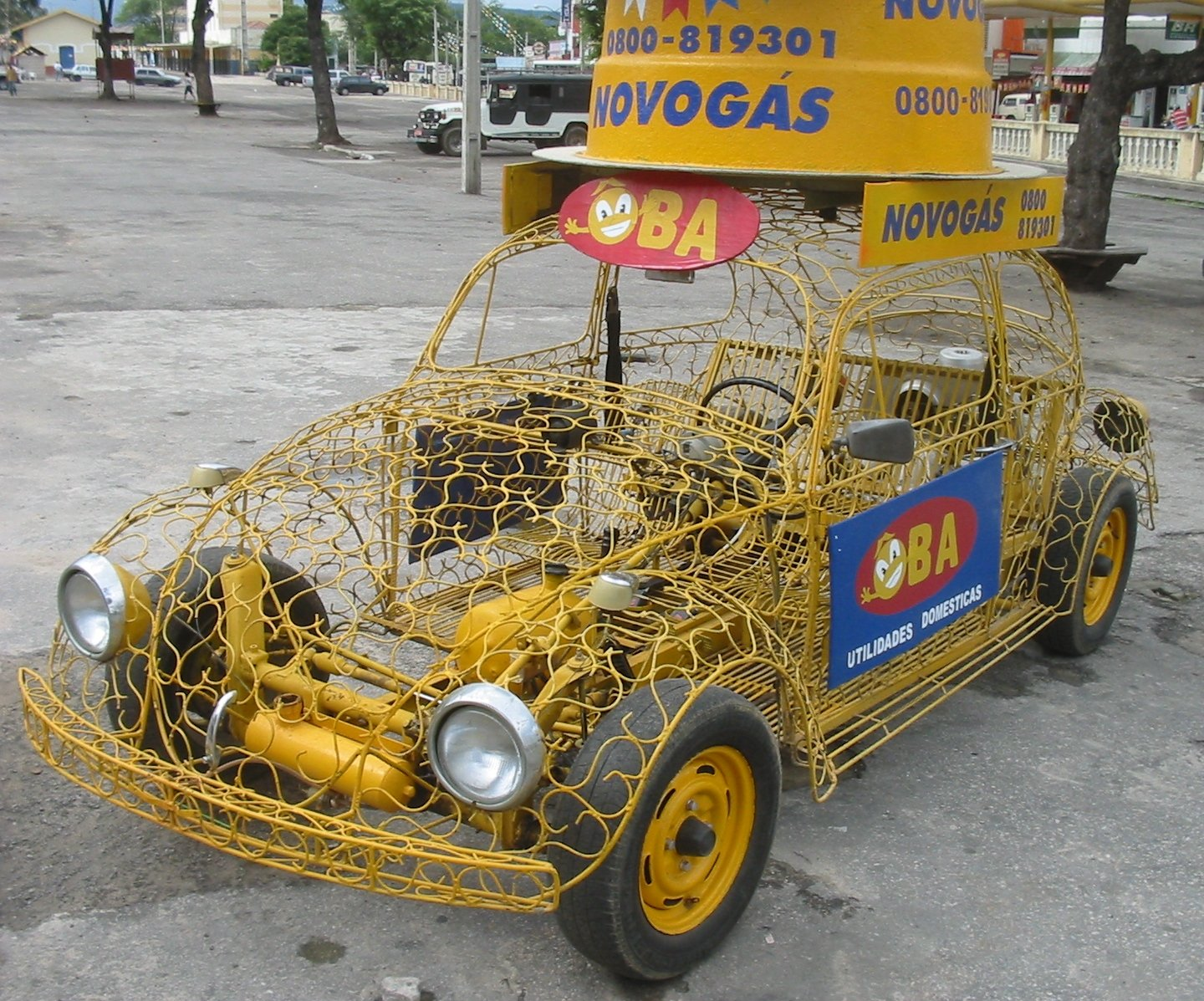
Un «Fusca» brasileño estilizado.

- Un «Fusca» brasileño estilizado.Artistas han utilizado un auto Volkswagen para elaborar grandes obras de exhibición, utilizando el auto en sí mismo o deconstruyéndolo. Tales piezas son, entre otras: el Vochol, el Vocho Teotihuacano, Vocho Maya, el Árbol de Vochos., Vocho MUFI.

## Un mundo en miniatura
El Volkswagen Tipo 1 al igual que toda la gama de autos Volkswagen, han sido objeto de ser reproducidos en modelos ya sea de manera artesanal o a escala siendo uno de los automóviles a escala que más han proliferado por todo el mundo. 
Diversos fabricantes a nivel mundial de autos a escala tales como las gigantes y clásicas británica Matchbox, y estadounidense Hot Wheels, así como una gran cantidad de otras marcas ya sean de nivel global o local, que entre muchas otras figuran: DetailCars, Greenlight, Kinsmat, Schuco, Sólido, Welly, Brekina y las editoriales Planeta DeAgostini o Salvat, han producido modelos del Volkswagen Tipo 1 en escalas diversas, siendo las más comunes las siguientes: 1:18, 1:24, 1:32, 1:36, 1:43, 1:64, 1:87. 
Tal ha sido el éxito de estos modelos a escala que destacan las colecciones que se lanzan al mercado internacional únicamente con variedad de modelos de la marca Volkswagen, como la denominada Autos de Volkswagen, la colección oficial, producida por Planeta DeAgostini en escala 1:43 y distribuida en varios países o las series del Club Vee-Dub fabricada por Greenlight Collectibles en escala 1:64.
Algunos otros han producido modelos para armar como los fabricantes de juguetes Lego o Playmobil o la especializada en modelismo Revell-Lodela.

## El Volkswagen Tipo 1 en otros países

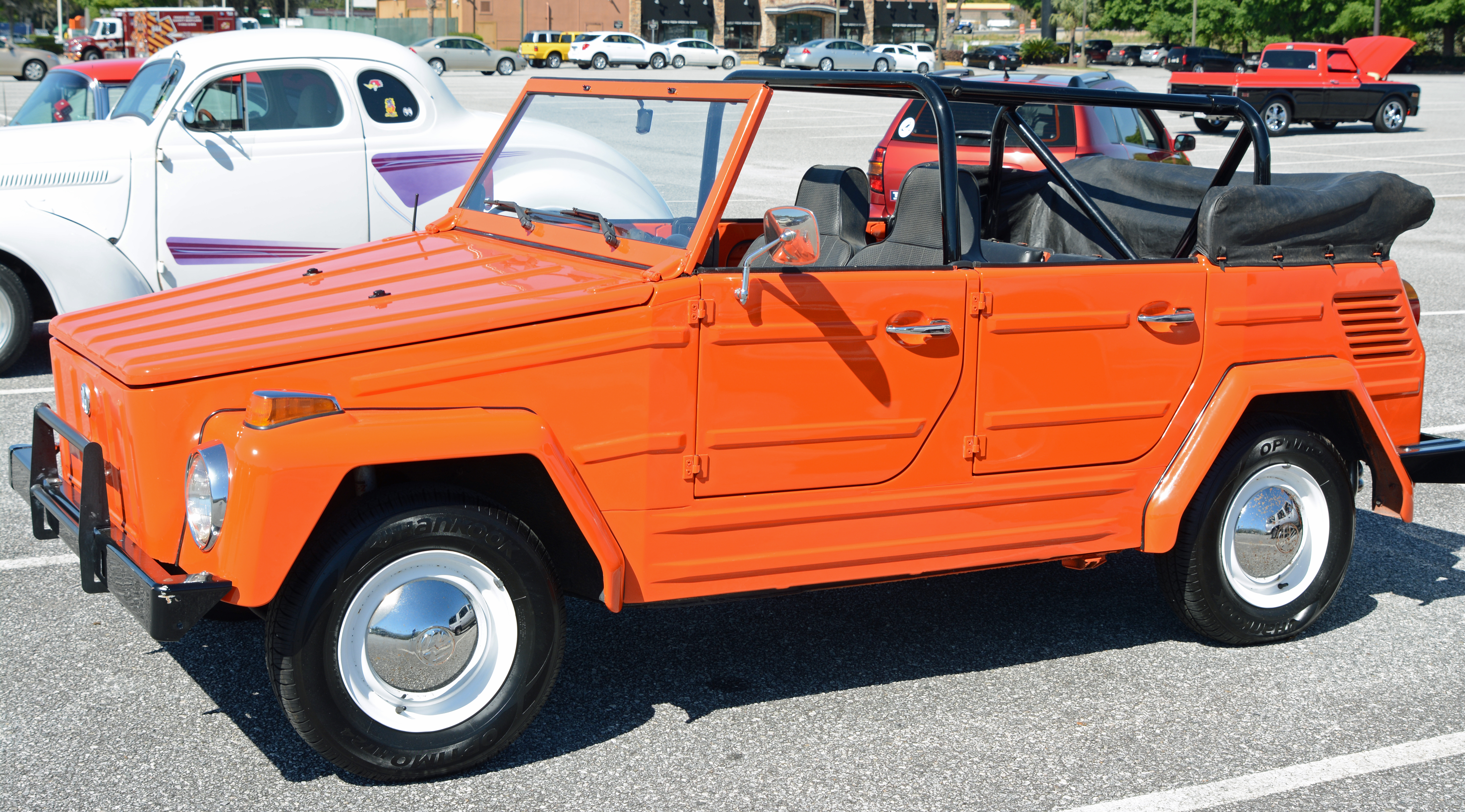
Volkswagen Safari modelo basado en los mismos principios del Sedán o Tipo 1.

En varios países se produjo o ensambló el Volkswagen Tipo 1, ya sea por filiales de Volkswagen, o por otras empresas que lo hicieron bajo licencia. Entre otros se encuentran: Alemania; su tierra de origen, Australia, Brasil, Irlanda, Indonesia, México, Perú, Nigeria, Tailandia, Sudáfrica y Venezuela.
A continuación se cita una fuente de InterNet donde se aloja un libro de todos los carros marca VolksWagen que han salido desde la creación de la compañía:.
Cabe resaltar que los Volkswagen Tipo 1 producidos en México y Brasil, cuya historia se remonta a la primera década de los años 50, se caracterizan por formar parte de la cultura popular de estos países.
En el caso de México, al VW Sedán se le conoce como “Vocho” y, durante varios años, fue icono de la Ciudad de México, ya que los vochos eran los principales vehículos que funcionaban como taxis.
En los últimos años de fabricación, el porcentaje de integración nacional (piezas producidas localmente), llegó a ser hasta del 100 %, lo que incluso permitió exportarlos en grandes cantidades, pues su producción en Alemania ya había cesado en el año 1978.

## Algunas Ediciones Especiales del Escarabajo
Las características del Volkswagen Tipo 1 motivaron a que el fabricante lanzara en varias partes del mundo y en diversos momentos, ediciones especiales del modelo, ya sea como una campaña de mercadotecnia, para destacar alguna faceta del auto, o bien para celebrar un hecho significativo de la marca. Entre otras Ediciones Especiales están:
| AÑO       | PAÍS/REGIÓN                | NOMBRE                       | COLORES                                                            | EQUIPO INTERIOR | EQUIPO EXTERIOR | IDENTIFICADOR | MOTOR                                     | PRODUCCIÓN |
| --------- | -------------------------- | ---------------------------- | ------------------------------------------------------------------ | --- | --- | --- | ----------------------------------------- | ---------- |
| 1971      | Europa                     | Jubiläums-Käfer 20 Millionen | Amarillo Saturno                                                   | | | Placa dorada conmemorativa sobre la tapa de la cajuela de guantes |                                           | 15,000     |
| 1972      | Global                     | El Campeón del Mundo         | Azul diamante                                                      | | Rines deportivos Lemmertz | Calcomanía en el medallón trasero |                                           |            |
| 1973      | Reino Unido                | GT Beetle                    | Amarillo limón. Rojo tomate. Verde manzana.                        | Tablero negro antirreflejante. Tapicería de asientos en tela. Consola central. Palanca de velocidades deportiva. | Rines Lemmertz GT. Frenos delanteros de disco. Calaveras traseras redondas. | Emblema "GT Beetle" en capó trasero | 1600 cc                                   |            |
| 1973      | Francia                    | Marron glacé                 | Marrón helado                                                      | Perilla de palanca de velocidades de madera con escudo Wolfsburg. | Faros antiniebla delanteros. Molduras cromadas sobre la rejilla de ventilación trasera. Molduras cromadas en la partes inferiores de los salpicaderos junto a los estribos laterales. | | 1303 cc                                   | 1000       |
| 1973      | EE. UU.                    | Sports Bug                   | Amarillo Saturno. Girs celeste metálico                            | Asientos de cubo. Aire acondicionado. Volante deportivo | Molduras en color negras, defensas negras con un cintillo del color de la carrocería. Rines Lemmertz GT. Llantas radiales. Suspensión delantera McPherson                             | Franja negra con bordes finos en color rojo, colocada en la rejilla superior trasera y que continúa y decrece hasta la parte frontal de los costados laterales a la altura de las molduras                                                                                                  |                                           |            |
| 1974-1975 | Europa                     | Jeans                        | Naranja. Amarillo.                                                 | Vestiduras de asientos de tela de mezclilla con bolsillos en la parte trasera. Palanca de velocidades deportiva. Radio de tres bandas.                                                                                   | Defensas y molduras en color negro. Par de luces de reversa integradas en las calaveras. Rines Lemmertz GT                                                                            | Franja discontinua negra en la parte inferior de los costados laterales con la leyenda "Jeans" en la parte posterior de estos y en el capó trasero | 1200 cc                                   |            |
| 1974      | Brasil                     | Bizorrao                     | Naranja                                                            | Volante y palanca de cambios deportivos | Rines de díámetro 14 | Protector plástico de las entradas de aire del capó trasero con emblema "1600 S" | 1600 cc                                   |            |
| 1974      | Sudáfrica                  | Fun Bug                      | Rojo. Amarillo. Dorado.                                            | Asientos, volante y palanca de cambios deportivos. Tablero con tacómetro, presión aceite y voltímetro | Rines deportivos. Molduras y montura de las calaveras en color negro. Defensas negras con cintillo central en color blanco                                                            | Franja negra con bordes negros ligeramente separados de la franja principal, colocada en la rejilla superior trasera y que continúa y decrece hasta la parte frontal de los costados laterales a la altura de las molduras. Emblema "VW-1600 L" en el capó trasero.                         | 1600 cc                                   | 1,600      |
| 1974      | EE. UU.                    | Sun Bug                      | Oro Metálico                                                       | Asientos ergonómicos tapizados en imitación piel color moca. perilla de palanca de cambios con motivo especial | Versiones con techo corredizo o convertible. Rines Lemmertz GT | Emblema "Sun Bug "en el capó trasero |                                           |            |
| 1974      | Europa                     | Big Beetle                   | Azul metálico. Veerde metálico. Bambú metálico.                    | tapiciería y acabados de interiores en color acorde al color exterior. Tablero frontal con acabado imitación madera. perilla de palanca de cambios de madera con emblema del Castillo Wolfsburg.                         | Par de luces de reversa integradas a las calaveras. Llantas radiales. Rines Lemmertz GT                                                                                               | Franja negra en la parte inferior de los costados laterales | 1600 cc                                   |            |
| 1974      | EE. UU.                    | The Love Bug                 | Rojo vivo Verde lima                                               | | molduras y defensas en color negro. Rines Lemmertz GT | |                                           |            |
| 1974      | Alemania Federal. Holanda. | World-Cup                    | Verde acantilado. Amarillo Rallye. Rojo Senegal. Naranja luminoso. | Perilla de palanca de cambios con motivo especial | Cofres delantero y capó trasero pintados en color negro. Rines Lemmertz GT | Franja en la parte inferior de los costados laterales con leyenda "World Cup-74" y calcomanía en el medallón trasero. Emblema "VW 1303" en el capó trasero | 1300 cc                                   |            |
| 1975      | México                     | Jeans                        | Rojo flameante                                                     | Vestiduras de asientos de tela de mezclilla. | Escape, espejo lateral y molduras en color negro. Defensas negras con cintillo central de color rojo                                                                                  | Franja discontinua negra en la parte inferior de los costados laterales con la leyenda "Jeans" en la parte posterior de estos y en el capó trasero |                                           |            |
| 1975      | EE. UU.                    | La Grande Bug                | Azul Ancona metálico. Verde limón metálico. Oro metálico           | Tapicería de asientos en piel granulada con insertos de pana. Consola en túnel central opcional. | Rines Lemmertz GT. Techo corredizo opcional | Calcomanía con el nombre "La Grande Bug" en el capó trasero sobre las rejillas de ventilación |                                           |            |
| 1976      | México                     | Sport Jeans                  | Verde limón                                                        | Vestiduras de asientos de tela de mezclilla. | Escape, espejo lateral y molduras en color negro. Defensas negras con cintillo central de color de la carrocería. Topes de hule macizo con alma de acero.                             | Franja discontinua negra en la parte inferior de los costados laterales con la leyenda "Sport Jeans" en la parte posterior de estos y en el capó trasero | Dos carburadores Weber con doble garganta |            |
| 1976      | Sudáfrica                  | Jeans Bug                    | Naranja                                                            | Asientos ergonómicos con 24 posiciones. Tablero de instrumentos con tacómetro, voltímetro y presión de aceite. Volante deportivo. Cinturones de seguridad de tres puntos de apoyo. Luces de energencia. Consola central. | llantas radiales con rines deportivos. Molduras y defensas en color negro | Calcomanía con franja y la palabra "Jeans" en gran formato en la parte baja de los costados laterales | 1600 cc                                   |            |
| 1977      | EE. UU.                    | Champagne Edition            | Blanco Alpino                                                      | Tapicería de asientos en color blanco camafeo. Desempañante eléctrico para el medallón trasero. | Convertible. Color del toldo en arena ligera. | Dos Franjas en la parte inferior de los costados laterales color arena | Fuel Injection                            |            |
| 1977      | Sudáfrica                  | SP 1600                      | Amarillo resplandor solar. Rojo coral. Plata metálico.             | Tapicería de asientos en cuadros del color de la carrocería y fondo negro. Volante deportivo. Tablero de instrumentos con tacómetro, voltímetro y presión de aceite.                                                     | llantas radiales con rines deportivos. Molduras y defensas en color negro | Par de franjas negras (gruesa y delgada) que atraviesan transversalmente la parte trasera del techo y bajan hacia los costados laterales quebrándose en la parte central de estos hacia la parte frontal del auto decreciendo en su anchura que al desvanecerse dan sitio a las letras "SP" | 1600 cc con dos carburadores              |            |
| 1978      | EE. UU.                    | Champagne Edition II         | Rojo metálico. Azul Ancona metálico                                | Tapicería de interiores en color blanco. Tablero de instrumentos con apariencia de madera. Cronómetro de cristal de cuarzo. Radio AM/FM                                                                                  | Convertible. Color del toldo en arena ligera. Llantas radiales cara blanca montadas en rines Lemmertz GT.                                                                             | |                                           |            |
| 1978      | Reino Unido                | Last Edition                 |                                                                    | | | Placa numerada sobre la tapa de cajuela de guantes con el texto "Last Edition Beetle, This is one of the last 300 Volkswagen Beetles to be produced for the united Kingdom, Number XXX" |                                           | 300        |
| 1980      | Brasil                     | Serie Prata                  | Gris plata metálico                                                | Vestiduras grises. cabeceras en asientos delanteros. Encendedor de cigarrillos. Tablero con detalles al color de la carrocería.                                                                                          | Calaveras traseras grandes. Inserto de hule a todo lo largo de la franja central de las defensas                                                                                      | Emblema "S PRATA" en el capó trasero, tapa de cajuela de guantes y volante |                                           | 100        |
| 1981      | Europa. México.            | Silver Bug. 20 millones      | Gris metálico                                                      | Tapicería de asientos en tela con diseño tipo escocés blanco y negra | Tapones en rines color gris mate | Un par de líneas negras, una gruesa y otra delgada, en la parte inferior de los costados laterales. En la versión de venta en Europa con la leyenda "SILVER BUG", Emblema "20 Millionen" en el capó trasero y en la perilla de la palanca de velocidades.                                   |                                           |            |
| 1982      | Brasil                     | Fusca 1300 GL                | Azul                                                               | Ventanas traseras laterales abatibles. Encendedor de cigarrillos. Asientos delanteros con cabeceras. Radio AM/FM. Desempañante eléctrico para el medallón trasero.                                                       | Inserto de hule a todo lo largo de la franja central de las defensas | Emblema "1300 GL" (Sobre fondo negro, 1300 en cromo, GL en color rojo) en el capó trasero | 1300 cc                                   |            |
| 1982      | Europa                     | Jeans Käfer                  | blanco                                                             | Vestiduras de asientos en tela de mezclilla. Cabeceras de asientos. Radio de dos bandas | Defensas, espejo exteriore, biseles de faros, molduras y chapas en color negro. | Un par de finas líneas (roja y negra) bajo las molduras de los costados laterales. Un par de líneas (roja y negra) en la parte inferior de los costados laterales y leyenda "Jeans Bug" en la parte posterior de estos y sobre el capó trasero.                                             | 1.2 litros, 25KW/34PS                     |            |
| 1983      | Europa                     | Aubergine-Käfer              | Berenjena metálico                                                 | Vestiduras de asientos y cabeceras en tela color miel. Radio de dos bandas. | Rines pintados del color de la carrocería adicionados con aros y tapones cromados | Un par de finas líneas blancas bajo las molduras de los costados laterales. Un par de líneas blancas en la parte inferior de los costados laterales. | 34 PS                                     |            |
| 1983      | Europa                     | Winter Bug                   | Azul hielo metálico                                                | Vestiduras de asientos y cabeceras en tela color gris claro. Radio de dos bandas. | Rines pintados del color de la carrocería adicionados con aros y tapones cromados | Un par de líneas, blanca y negra, en la parte inferior de los costados laterales que se segmentan en 5 partes largas y 4 cortas que se intercalan a modo de tablero de ajedrez | 25KW/34PS                                 |            |
| 1984      | México                     | Conmemorativa 30 años VWM    | Blanco alpino                                                      | Vestiduras de asientos y cabeceras en velour rojo y rayas azules. alfombra pisos interiores color azul. | llantas radial acero y rines con tapones en color gris mate | Un par de líneas negras, una gruesa y otra delgada, en la parte inferior de los costados laterales. Calcomanía "30 años de ser la mejor compra 1954-1984" en el medallón trasero. |                                           |            |
| 1984      | Brasil                     | Fusca Serie Especial         | Azul hielo metálico                                                | Cinturones de seguridad de tres puntos. Desempañante eléctrico en el medallón trasero | Frenos de disco en ruedas delanteras. Rines de 14 pulgadas | Calcomanía con la leyenda "Eu amo Fusca" en el medallón trasero | 1.6 l a alcohol o gasolina                |            |
| 1984      | Europa                     | Samtrote Käfer               | Rojo terciopelo                                                    | Vestiduras de asientos y cabeceras en velour rojo y rayas azules. | Rines pintados del color cobrizo adicionados con tapones cromados | Un par de finas líneas negras bajo las molduras laterales. Par de franjas negras en la parte inferior de los laterales exteriores que forman una singular flor en los costados traseros. | 25KW/34PS                                 |            |
| 1984      | Europa                     | Sunny Bug                    | Amarillo sol                                                       | Vestiduras de asientos y cabeceras en velour amarillo | Tapones cromados en rines | Una fina línea negra bajo las molduras de los costados laterales. Un par de líneas, una blanca y otra negra, en la parte inferior de los costados laterales. | 25KW/34PS                                 |            |
| 1985      | Europa                     | Letzte Käfer                 | Gris zinc metálico                                                 | Vestiduras de asientos y cabeceras en tela color gris | Rines Lemmertz GT. | Emblema "50 JAHRE KÄFER" en los costados laterales delanteros y en el capó trasero. Un par de líneas color gris claro en la parte inferior de los costados laterales. | 1600                                      | 2,400      |
| 1985      | Brasil                     | Fusca Serie Especial         | Verde cristalino metálico                                          | Tapicería interior en color gris. Volante acojinado. encendedor de cigarrillos. Cabeceras en asientos delaneteros. | Faros delanteros antiniebla. Defensas y rines del color del auto. Cristales entintados. Espejo retrovisor derecho                                                                     | | 1600                                      |            |
| 1986      | México                     | Europa Edition 1             | Negro                                                              | Cabeceras de asiento deportivas. Tapicería de asientos tipo "panal de abeja" Blanca/negra. Entrepaño bajo tablero de instrumetos                                                                                         | Tapones cromados en rines. | Una fina línea en la parte inferior de los costados laterales con la que se forma la leyenda "Europa Edition 1" | 1600                                      |            |
| 1986      | Brasil                     | Ultima Serie                 |                                                                    | | | Calcomanía en el medallón trasero con la leyenda "Fusca última série" Y grabado al centro de la parte baja de este con el numeral "ULTIMA SERIE XXX/850" | 1600                                      | 850        |
| 1987      | México                     | Europa Edition 2             | Meteoro metálico                                                   | Vestidura de asientos en tela con diseño a franjas en tonos arena. | Cristales entintados. Tapones cromados en rines. Faros de halógeno | Una fina línea en la parte inferior de los costados laterales con la que se forma la leyenda "Europa Edition 2" | 1600                                      |            |
| 1989      | México                     | Jubileo                      |                                                                    | | | Una fina línea en la parte inferior de los costados laterales, entre esta aparece la leyenda "Jubileo" | 1600                                      |            |
| 1992      | México                     | 21 Millones                  | Verde metálico, rojo y Gris plata metálico                         | Asientos en velour con motivos en azul, verde y rojo, alfombra gris de una sola pieza, tapas de puerta con motivos en tela tricolor.                                                                                     | | Un par de finas líneas en la parte inferior de los costados laterales, sobre estas, en la parte trasera aparece la leyenda "21 MILLONES" y la silueta del VW Sedán rellena en colores verde/blanco/rojo y un mapamundi en negro.                                                            | 1600                                      |            |
| 1993      | México                     | Wolfsburg Edition            | Satín metálico                                                     | Asientos en velour grises con motivos tricolor. Tapas de puerta negras o algunos ejemplares salieron con tapas iguales a las del 21 millones.                                                                            | | Emblema "WOLFSBURG EDITION" en el cofre delantero | 1600 y 1600i                              |            |
| 1994      | México                     | 40 Aniversario VWM           | Beige Dakota                                                       | Tapicería de velour beige en asientos y paneles de puerta en beige. | | Calcomanía "VOLKSWAGEN 40 años con México" en el medallón trasero. | 1600i                                     |            |
| 1994      | México                     | Edition One                  | Rosa metálico                                                      | Vestidura con bordados verdes y rosas en asientos, totalmente de tela de algodón, alfombra gris de una sola pieza. | | Calcomanía en la parte baja y trasera de los costados laterales y en el capó trasero con la leyenda "EDITION ONE" | 1600i                                     | 55         |
| 1994      | México                     | Firebeetle                   | Negro                                                              | Vestiduras en tela negra con franjas rojas, tapas de puerta negras con bocina. | Rines de aluminio, vidrios tintex. | Calcomanía en el capó trasero y costados con la leyenda "Firebeetle" | 1600i                                     |            |
| 1995      | México                     | Jeans                        | Azul                                                               | Vestiduras de asientos en tela tipo mezclilla | | Franja blanca formada por pequeñas figuras elípticas en la parte inferior de los laterales exteriores y sobre ella en la parte trasera la leyenda "Jeans". Calcomanía en el capó trasero con la leyenda "VOLKSWAGEN JEANS"                                                                  | 1600i                                     |            |
| 1996      | Brasil                     | Ouro Ultima Edicao           |                                                                    | | | Calcomanía con la leyenda "Fusca, Ouro Ultima Edicao" en la parte inferior de los costados laterales. | 1600                                      |            |
| 2000      | México                     | Jeans                        | Azul Báltico                                                       | Vestiduras de asientos y revestimientos de puertas en tela tipo mezclilla | Rines de aluminio. Defensas del color de la carrocería. | Pequeña calcomanía alrededor de la cerradura de alarma con la leyenda "EDITION JEANS" | 1600 i                                    | 1,000      |
| 2000      | México                     | Clásico                      | Rojo Indio Perlado metálico                                        | Revestimientos de puerta blanco crema y vestiduras gris claro con estampado hexagonal. | Tapones, defensas y molduras cromadas. | Calcomanía con la leyenda "Clásico" en la parte inferior de los costados laterales y en capó trasero. | 1600 i                                    | 1,000      |
| 2003      | México                     | Summer                       | Amarillo limón. Azul                                               | Asientos en tela gris con centros al color de la coarrocería | Defensas del color de la carrocería. Tapones cromados en rines | Calcomanía con la leyenda "Summer" en la parte inferior de los costados laterales y en capó trasero | 1600 i                                    | 800        |
| 2004      | México                     | Última Edición               | Azul acuario. Beige luna                                           | Alfombra en piso. Bolsa portaobjetos en la puerta del conductor. Sombrerera fija. Radio CD y 4 bocinas Tablero con detalles al color de la carrocería.                                                                   | Molduras, cerraduras, defensas, tubo de escape, aros de faro y espejos cromados. Rines del color de la carrocería con tapones cromados. Llantas cara blanca                           | Emblema "Última Edición" en la tapa de cajuela de guantes. Emblema VW y del castillo Wolfsburg en los extremos de la moldura central del cofre delantero. | 1600 i                                    | 3,000      |

NOTA: Se enlistan solo algunas de las ediciones especiales manufacturadas por el fabricante que estuvieron disponibles a la venta para el público en general. Se excluyen aquellas ediciones elaboradas específicamente para un corporativo comercial o gubernamental, así como las habilitadas por concesionarios, artistas o firmas comerciales.

## La última Edición

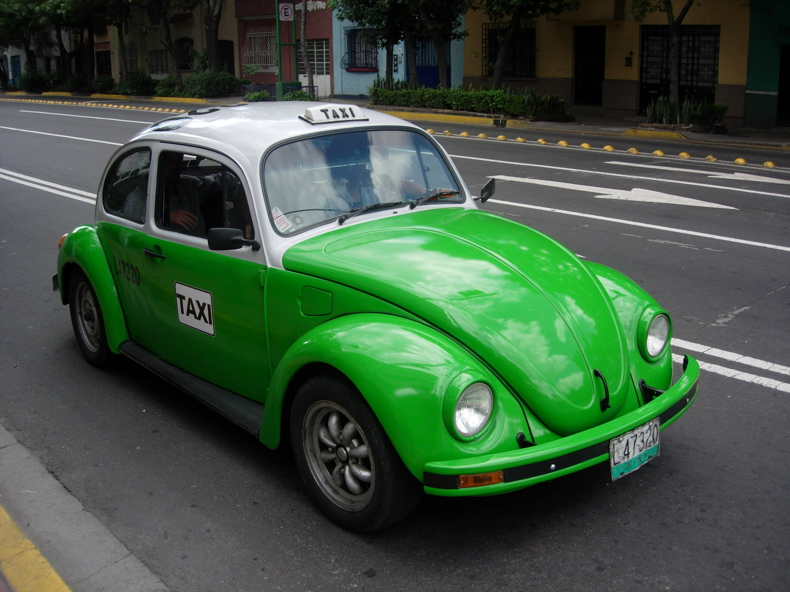
El Vocho fue el favorito de los taxistas de México.

Hacia 2003, la producción anual de los VW Tipo 1 cayó a 30 000 unidades, desde el pico de 1,3 millones logrado en 1971. El 30 de julio de 2003, el último Volkswagen Tipo 1 (el número 21 529 464) fue fabricado en la planta armadora Volkswagen de México ubicada en la periferia de la ciudad de Puebla, 65 años después de su lanzamiento, y 58 años de producción sin precedentes en la historia, desde 1945. 
Volkswagen anunció esta medida en el mes de mayo, 
justificándola por el nivel bajo de demanda, fenómeno que venía dándose de forma paulatina desde la segunda mitad de los años noventa. Para conmemorar la despedida de este icono de la industria automotriz, Volkswagen lanzó la "Última Edición" conformada por 3000 unidades con características únicas. El 30 de julio de 2003, salió de la línea de producción el último automóvil que fue inmediatamente enviado al museo de Volkswagen localizado en Autostadt ubicado en Wolfsburg.
El penúltimo construido (Número 2.999 de la última edición) se encuentra en el Pabellón de las carrozas en el Vaticano, el antepenúltimo, y único "última edición" rojo, fue un pedido especial para un directivo de la marca, y el anterior a este se encuentra exhibido en el museo de la planta de Puebla, México.
"Al más puro estilo mexicano", un mariachi entonó "Las Golondrinas", un tema musical clásico utilizado para una despedida, en esta ocasión musicalizada para el último VW Tipo 1 construido. La publicidad presentó algunos anuncios con cierto tono nostálgico. En alguno de ellos se mostraba un espacio pequeño para estacionar, y algunos autos que trataban infructuosamente de ocuparlo, entonces se mostraba una frase diciendo: "Es increíble que un auto tan pequeño deje un vacío tan grande".

## Récord de producción

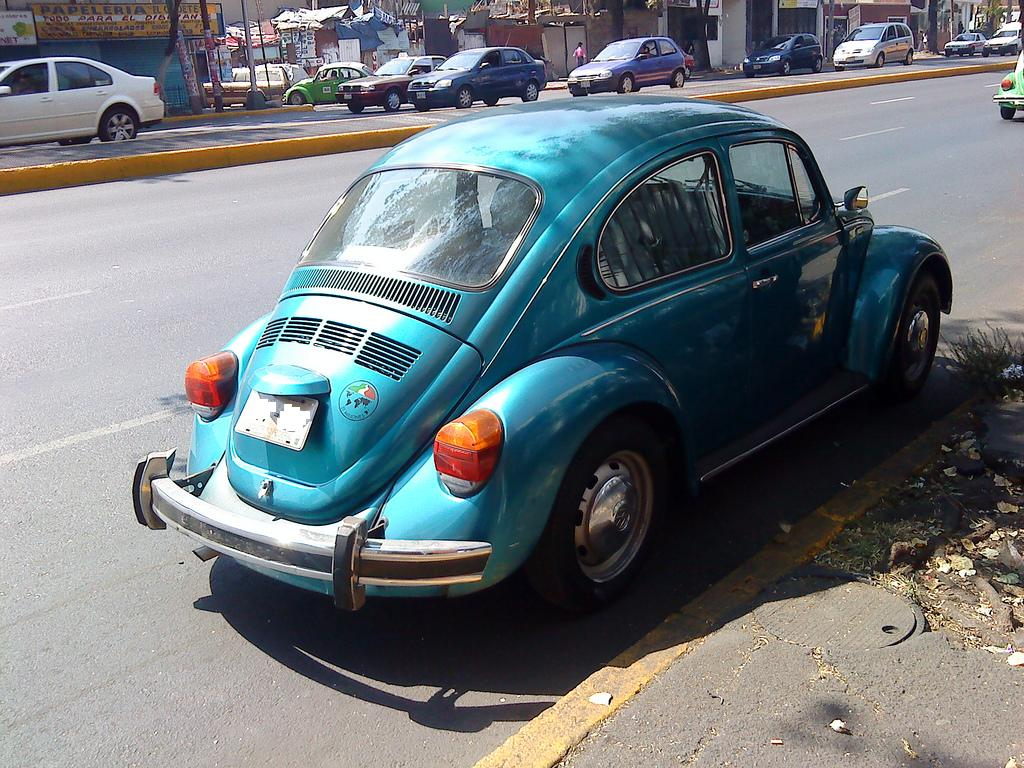
El «Volkswagen Sedán» edición conmemorativa 21 Millones para México (1992). Véase el sello conmemorativo a la derecha de la tapa del motor.

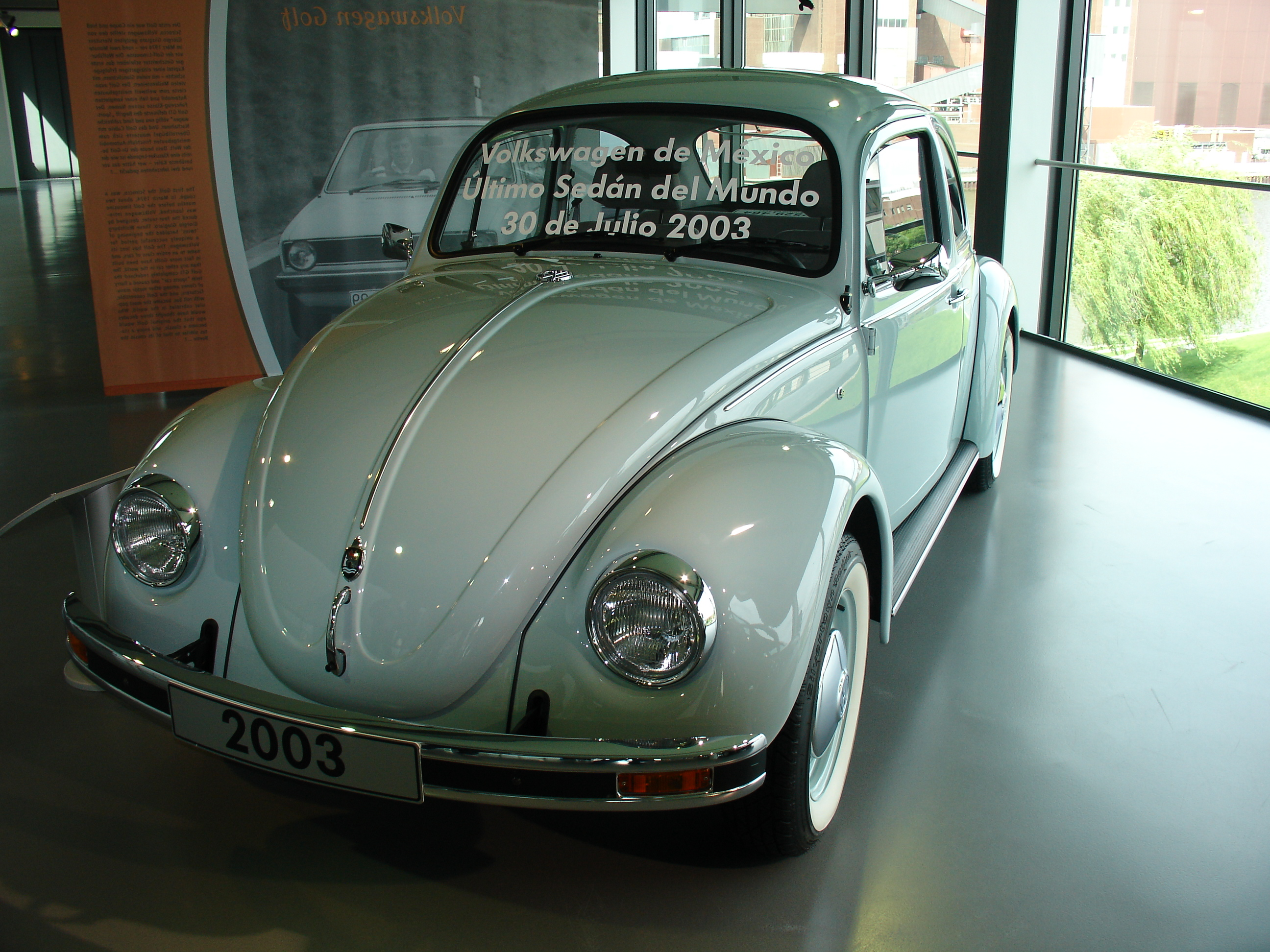
El último Volkswagen Beetle producido, fabricado en Puebla, México, 30 de julio de 2003.

En varias ocasiones el Volkswagen Tipo 1 rompió récords de producción. El primero de ellos fue cuando superó en producción al Ford Modelo T el 17 de febrero de 1972 al producirse la unidad número 15 007 034. A partir de esa fecha histórica, el Volkswagen impondría un récord diario. 
En mayo de 1981 la planta de Puebla, México, produjo el Volkswagen 20 millones, unidad que se exhibe en el museo de Wolfsburg, Alemania (el VW 19,999,999 se fabricó en Brasil y el 20,000,001 en Nigeria). 
El 23 de junio de 1992 fue cuando el Volkswagen Tipo 1 alcanzó los 21 millones de ventas en todo el mundo. 
El 30 de julio de 2003, terminó su producción, la cifra total alcanzó la cantidad de 21.529.464 unidades.
Todos estos récords de producción ameritaron que se produjera una edición especial para venta al público y que hoy son piezas de colección.
A partir de 1996, su producción se llevó a cabo en exclusiva por Volkswagen de México.

### Producción total
El Tipo 1 se produjo en Alemania hasta 1978 con carrocería sedán, mientras que el descapotable fue producido hasta 1979, aunque los últimos modelos fabricados salieron como modelo 1980. En Brasil se suspendió su producción en 1986, reanudándose en 1993 por mandato del entonces presidente Itamar Franco pero la producción se volvió a detener (esta vez para siempre en Brasil) en 1996, mientras que en México se produjo sin interrupciones desde 1954 hasta julio de 2003.
Hubo dos periodos en la historia del Sedán, en que México era el único país en el mundo dónde se fabricaba. El primero fue de 1987 (después de que la producción se detuvo en Brasil un año antes) hasta 1992 (cuándo la producción se reanudó momentáneamente); y el segundo periodo fue de 1997 hasta 2003.
| Año       | Producción            | Acumulado  | Año  | Producción | Acumulado  | Año  | Producción | Acumulado  |
| --------- | --------------------- | ---------- | ---- | ---------- | ---------- | ---- | ---------- | ---------- |
| 1945–1949 | 86.190                | 86.190     | 1950 | 81.979     | 168.161    | 1951 | 93.709     | 261.870    |
| 1952      | 114.348               | 376.218    | 1953 | 151.323    | 527.541    | 1954 | 202.174    | 729.715    |
| 1955      | 279.986               | 1.009.701  | 1956 | 333.190    | 1.342.891  | 1957 | 380.561    | 1.723.452  |
| 1958      | 451.526               | 2.174.978  | 1959 | 575.406    | 2.750.384  | 1960 | 739.443    | 3.489.827  |
| 1961      | 827.850               | 4.317.677  | 1962 | 877.014    | 5.194.691  | 1963 | 838.488    | 6.033.179  |
| 1964      | 948.370               | 6.981.549  | 1965 | 1.090.863  | 8.072.412  | 1966 | 1.080.165  | 9.152.577  |
| 1967      | 925.787               | 10.078.364 | 1968 | 1.186.134  | 11.264.498 | 1969 | 1.219.314  | 12.483.812 |
| 1970      | 1.196.099             | 13.679.911 | 1971 | 1.291.612  | 14.971.523 | 1972 | 1.220.686  | 16.192.209 |
| 1973      | 1.206.018             | 17.398.227 | 1974 | 791.053    | 18.189.280 | 1975 | 441.116    | 18.630.396 |
| 1976      | 383.277               | 19.013.673 | 1977 | 258.634    | 19.272.307 | 1978 | 271.673    | 19.543.980 |
| 1979      | 263.340               | 19.807.320 | 1980 | 236.177    | 20.043.497 | 1981 | 157.505    | 20.201.002 |
| 1982      | 138.091               | 20.339.093 | 1983 | 119.745    | 20.458.838 | 1984 | 118.138    | 20.576.976 |
| 1985      | 86.189                | 20.663.165 | 1986 | 46.633     | 20.709.798 | 1987 | 17.166     | 20.726.964 |
| 1988      | 19.008                | 20.745.972 | 1989 | 32.421     | 20.778.393 | 1990 | 84.716     | 20.863.109 |
| 1991      | 85.681                | 20.948.790 | 1992 | 86.613     | 21.035.403 | 1993 | 104.710    | 21.140.113 |
| 1994      | 95.600                | 21.235.713 | 1995 | 33.361     | 21.269.074 | 1996 | 39.722     | 21.308.796 |
| 1997      | 35.678                | 21.344.474 | 1998 | 36.492     | 21.380.966 | 1999 | 36.446     | 21.417.412 |
| 2000      | 41.260                | 21.458.672 | 2001 | 38.850     | 21.497.522 | 2002 | 24.407     | 21.521.929 |
| 2003      | 7.535 \|\| 21.529.464 |            |      |            |            |      |            |            |

## Volkswagen New Beetle

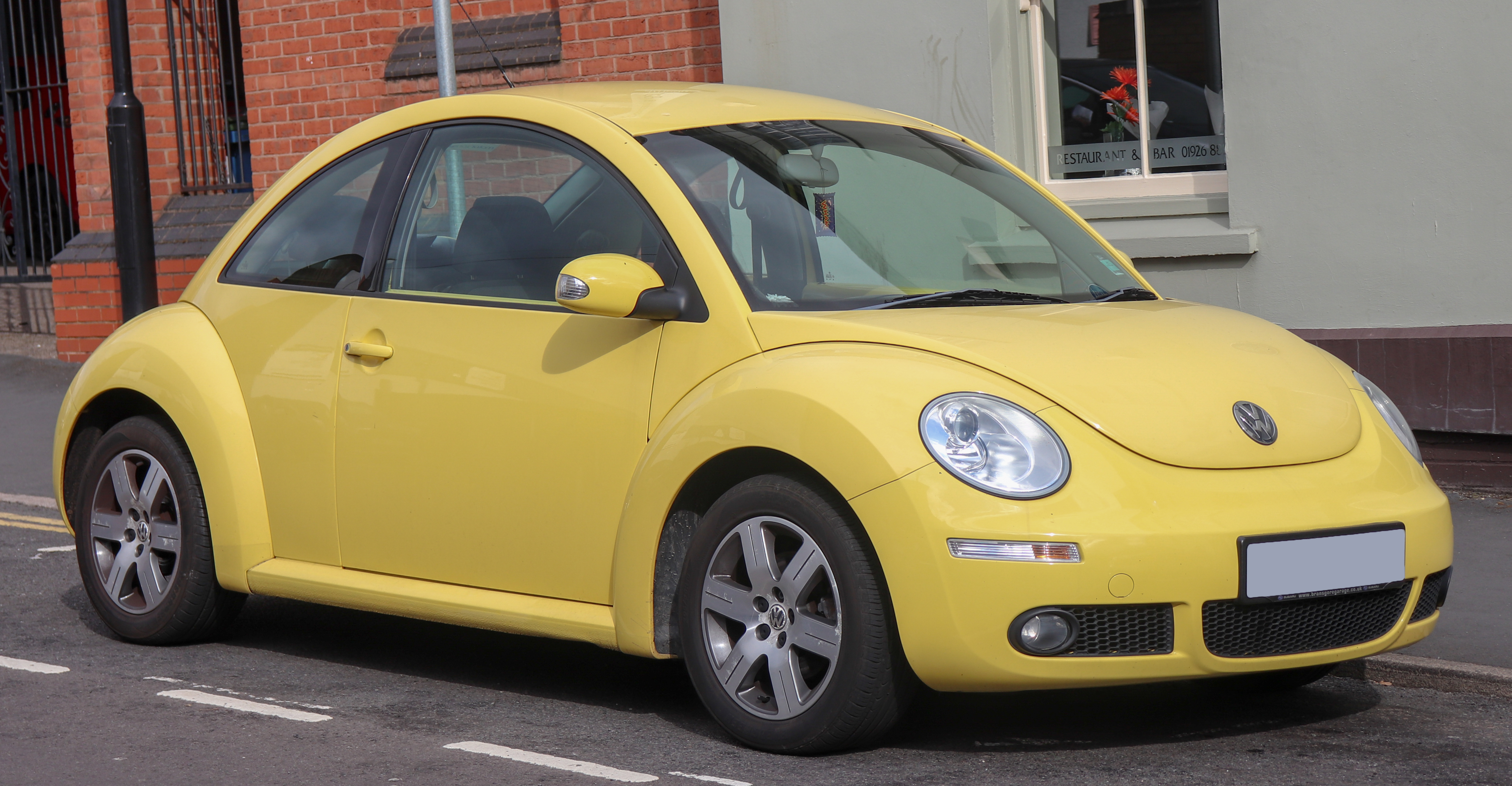
Volkswagen New Beetle.

Este automóvil fue la novedad de 1998 en el Salón del Automóvil de Detroit, Estados Unidos, cuya presentación causó sensación entre los admiradores.
El único lugar donde se fabricó en el mundo fue en la planta de Volkswagen de México en Puebla, y fue comercializado en Estados Unidos y Canadá desde abril de 1998 y para Europa en 1999 y el resto del mundo.
La planificación del nuevo Escarabajo tardó cuatro años. El punto de arranque fue el "Concept One", diseñado en California en 1994, a partir de las líneas y estructura del antiguo escarabajo, sin duda el automóvil más popular en todo el mundo desde la posguerra.
Hacia 1995, el departamento de ingeniería de la planta Volkswagen en Alemania determinó el concepto básico del nuevo automóvil, mientras que en la armadora de Puebla, en México, se montaba la línea de producción.
Este nuevo Escarabajo ofrece diversos adelantos, ya que es un automóvil seguro, rápido, de potente motor y de alto rendimiento.
En 2012 sale a la venta con un rediseño, identificado como la segunda generación del Beetle, tendiendo su línea formal más hacia el antiguo Karmann Ghia que al Sedán Tipo 1.
A pesar de todo ello, pocas o ninguna de las cualidades del Volkswagen clásico se conservan en estos modelos. Contrariamente al Escarabajo clásico, el New Beetle es un automóvil costoso, deportivo, y poco personalizable. Su motor tiene refrigeración por agua y se ubica en la parte delantera, por lo que casi nada conserva de su predecesor, salvo su línea redondeada, y su toque alegre e informal.
El modelo dejó de comercializarse en el año 2019. El 10 de julio de ese año salió la última unidad de la fábrica de Puebla (México), poniendo fin a la trayectoria del modelo.